# Basilique de Saint-Nicolas-de-Port
Pour les articles homonymes, voir Église Saint-Nicolas et Saint-Nicolas.
La basilique de Saint-Nicolas-de-Port est une basilique catholique située à Saint-Nicolas-de-Port (Meurthe-et-Moselle), à quelques kilomètres au sud de Nancy.
De style gothique flamboyant, elle est érigée aux XVe et XVIe siècles par René II, duc de Lorraine et de Bar, en action de grâce pour la victoire contre le duc de Bourgogne, Charles le Téméraire, lors de la bataille de Nancy le 5 janvier 1477 qui a permis à la Lorraine ducale de rester indépendante.

## Histoire

### Origines

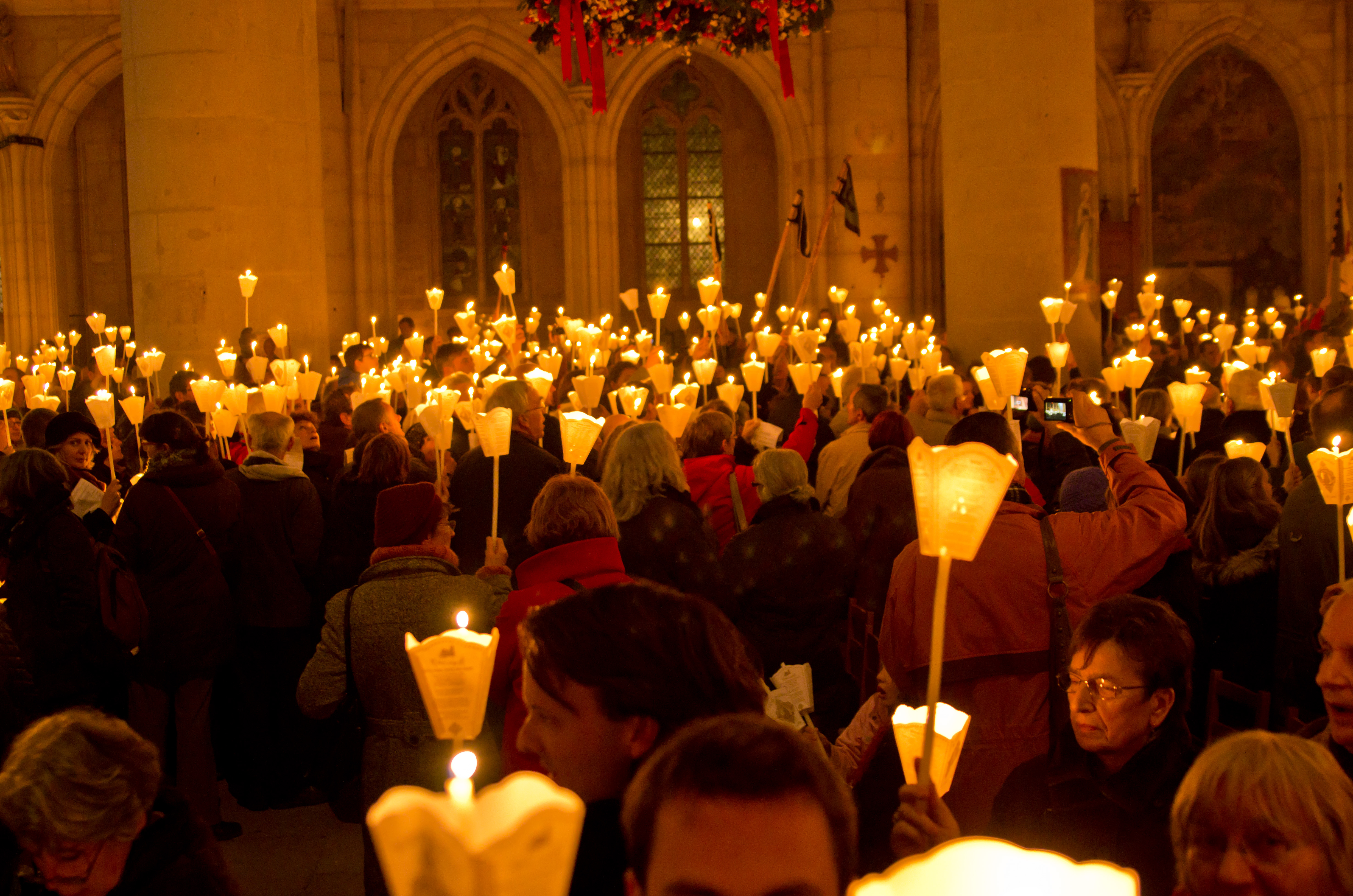
Procession annuelle de la Saint-Nicolas.

Vers 1087, selon la tradition rapportée par un marin qui a participé à la translation, le chevalier lorrain Aubert de Varangéville aurait volé une phalange de saint Nicolas dans la basilique Saint-Nicolas de Bari et l'aurait rapportée à Varangéville. La présence de cette relique amène l'abbaye de Gorze, dont Varangéville dépend, à construire une église dédiée à saint Nicolas de l'autre côté de la Meurthe, au port de Varangéville. La nouvelle église Saint-Nicolas de Varangéville est restée dépendante de l'église de Varangéville jusqu'à la Révolution. La relique devient un objet de pèlerinage nicolaïen majeur avec la traditionnelle procession. Selon cette tradition il s'agit de l'os d'une phalange de la main droite de l'évêque. Il est conservé dans un bras reliquaire de la fin du XIXe siècle en argent, or, émaux et diamants. Une première église est consacrée au saint dès le début du XIIe siècle.
Selon la légende, Cunon de Linange, sire de Réchicourt, un chevalier lorrain emprisonné vers 1240 lors de la sixième croisade aurait été miraculeusement libéré de sa geôle alors qu'il allait être exécuté. Après une prière d'intercession à saint Nicolas, il se serait endormi et aurait été transporté pendant son sommeil puis se serait réveillé sur le parvis de l'église lorraine de Saint-Nicolas-de-Port. Pendant la célébration de l'office qui suivit, les chaînes qui enserraient la taille et les membres du captif tombèrent d'elles-mêmes (ces chaînes sont censées avoir été sauvegardées et sont conservées dans un reliquaire en cuivre doré de la fin du XIXe siècle). Le sire de Réchicourt ordonna qu'une procession ait lieu tous les ans et l'on vit jusqu'à la Révolution française une délégation des gens de Réchicourt lors de ces célébrations.
Rapidement le pèlerinage à Saint-Nicolas s'étend bien au-delà de la Lorraine et le saint est considéré comme le saint patron des Lorrains.
Jean de Joinville, sénéchal de Louis IX, participe à étendre la renommée de saint Nicolas. Dans son livre des saintes paroles et des bons faiz de nostre saint roy Looÿs, il raconte qu'au cours de la septième croisade, face au danger d'un naufrage près de Chypre, il assure la reine Marguerite de Provence qu'elle-même, le roi et leurs trois enfants rentreraient sains et saufs en France si elle promet de faire don d'une nef d'argent pesant cinq marcs à l'église de saint Nicolas. La reine promet et, son vœu exaucé et de retour à Paris, elle fait faire la nef, ce qui lui coûte cent livres, puis charge le sire de Joinville de l'apporter, en 1254, à l'église de saint Nicolas,.
En 1602, la bienheureuse Barbe Acarie y aurait bénéficié d'une vision de Thérèse d'Avila lui demandant de rétablir l'ordre du Carmel dans le royaume de France.
La victoire du duc René II, duc de Lorraine et de Bar, face au grand duc d'Occident Charles le Téméraire en 1477 lors de la bataille de Nancy, va déterminer le jeune souverain à faire édifier un édifice plus imposant pour symboliser le retour à l'indépendance de la nation Lorraine ainsi que sa reconnaissance au saint patron de la Lorraine.
Le choix de Saint-Nicolas-de-Port qui s'appelle encore simplement Port est évident, puisque la ville est le centre économique du duché de Lorraine attirant de nombreux marchands de toute l'Europe lors des foires.

### Construction

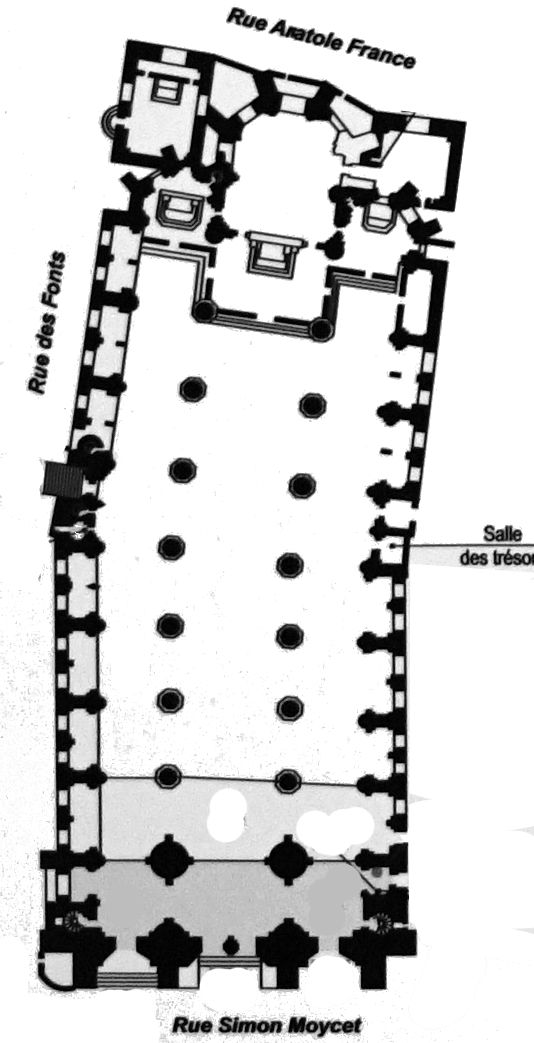
Plan de l'édifice.

La construction de la basilique actuelle commence en 1481 en pierre calcaire blanche extraite des carrières de Viterne. Simon Moycet (14??-1520) en est le maître d'ouvrage et Valentin Bousch en est le maître-verrier. Le prénom de l'un des architectes, un certain Michel, est connu par une expertise qu'il fait à Troyes en juin 1506.
De nombreux donateurs participent au financement de l'église : le duc René II, les seigneurs, prélats, marchands, bourgeois du lieu, les pèlerins. L'identité d'une partie de ces donateurs est visible dans les verrières de l'édifice, sous forme d'armoiries : ville de Strasbourg, ville de Bâle, évêque de Verdun, prieur de Varangéville Warin de Dommartin, les bourgeois Fiacre Fériet et Hans Berman,.
L'édifice est inauguré, presque achevé, en 1544, la façade en 1545 et enfin il est consacré en 1560 peu après que les deux clochers-tours, édifiés en 1544, aient reçu leurs premières coupoles de plomb.

### Incendie
Au cours de la guerre de Trente Ans, en novembre 1635, la basilique subit un grand incendie qui détruit la toiture et le mobilier et fait fondre le plomb de nombreux vitraux dont les verres s'effondrent. Noircies, bon nombre de peintures murales datant d'avant 1520 sont alors dissimulées sous un badigeon où elles sont redécouvertes lors de la restauration du XXe siècle.
Cet épisode qui marque les esprits (les flammes sont, dit-on, visibles depuis Nancy, à une dizaine de kilomètres), est le point de départ d'une nouvelle légende faisant état d'un miracle : Dom Moye, le prieur bénédictin qui célèbre la messe lors de l'assaut de l'ennemi, tentant d'échapper à une épée suédoise, a senti s'entrouvrir le pilier contre lequel il se serre et il disparaît à l'intérieur, la pierre se refermant sur lui. Depuis cette époque, en collant l'oreille contre ce pilier, le plus proche de la tour Saint-Pierre (tour sud), l'on pourrait entendre psalmodier le moine et, lorsque des évènements dramatiques menacent la Lorraine, l'on pourrait voir des gouttes suinter et couler le long de la pierre. Des paroissiens assurent que c'est ainsi le cas peu avant les guerres de 1870 et 1914, renforçant la légende « du pilier qui pleure ».

### Restaurations ultérieures

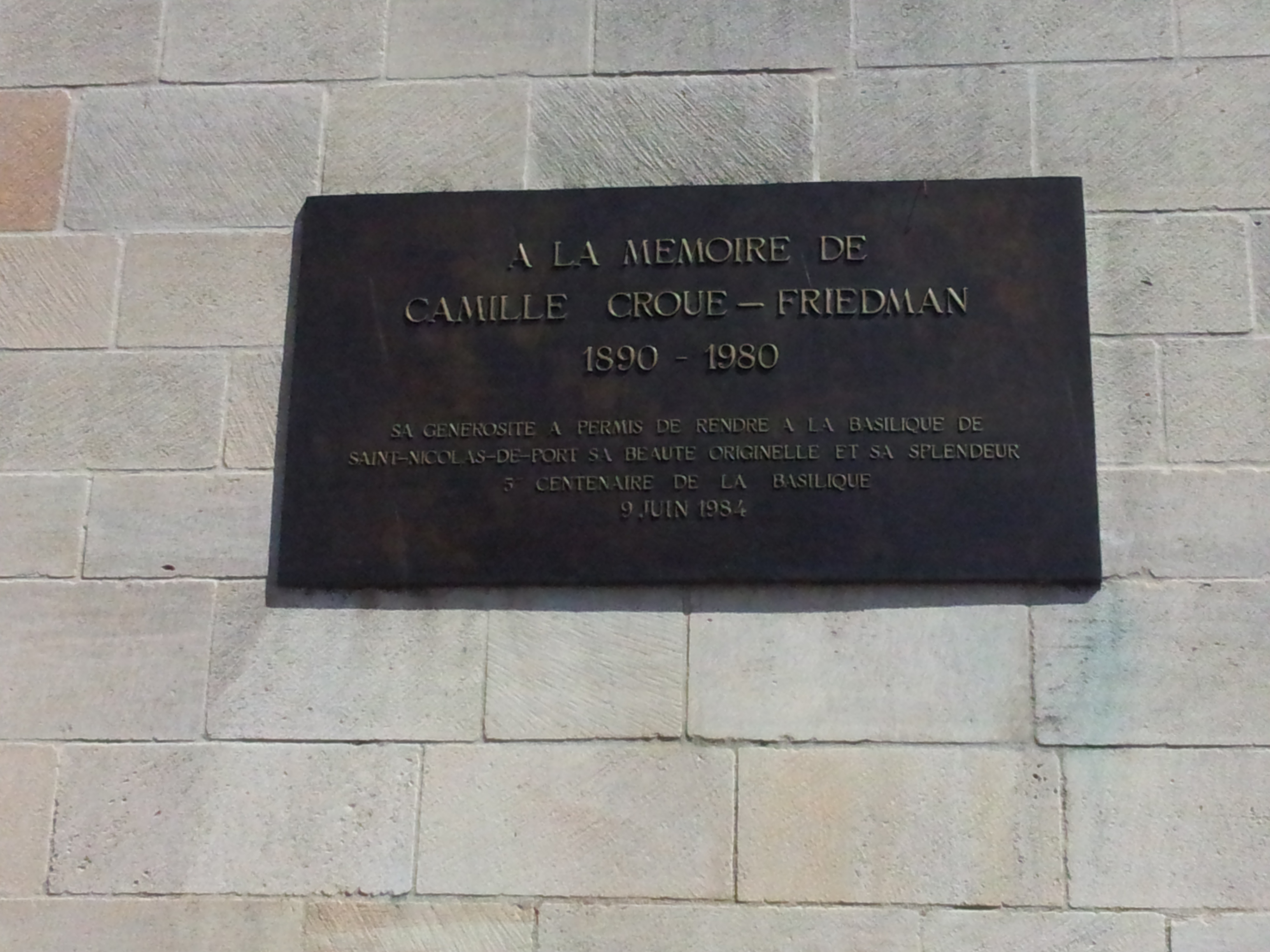
Plaque apposée à l'extérieur de la basilique de Saint-Nicolas (mur sud, côté chœur) en mémoire de Camille Croué-Friedman.

Une nouvelle charpente en chêne est posée vers 1664 et les tours sont recouvertes en 1725 par des nouveaux dômes d'ardoise en forme de bulbes qui subsistent au début du XXIe siècle.
En 1840, la basilique est inscrite sur la première liste de 1840 des monuments historiques. En 1950, elle est consacrée basilique mineure par Pie XII.
Fortement détériorée lors de la Seconde Guerre mondiale par le bombardement du 19 juin 1940, elle est restaurée de 1983 à 2005 grâce à Camille Croué Friedman, une riche Portoise mariée à un Américain : au cours d'une croisière, ayant fait naufrage au large de Chypre, elle en réchappe et attribue ce sauvetage à saint Nicolas, comme la reine quelques siècles plus tôt. En remerciement, elle finance la restauration de la basilique et à son décès à New York, en 1980, elle fait un legs de sept millions de dollars à la basilique « pour qu'elle retrouve sa beauté originelle ». La restauration aura nécessité vingt-deux années pour redonner à l'édifice sa splendeur initiale.

## Architecture

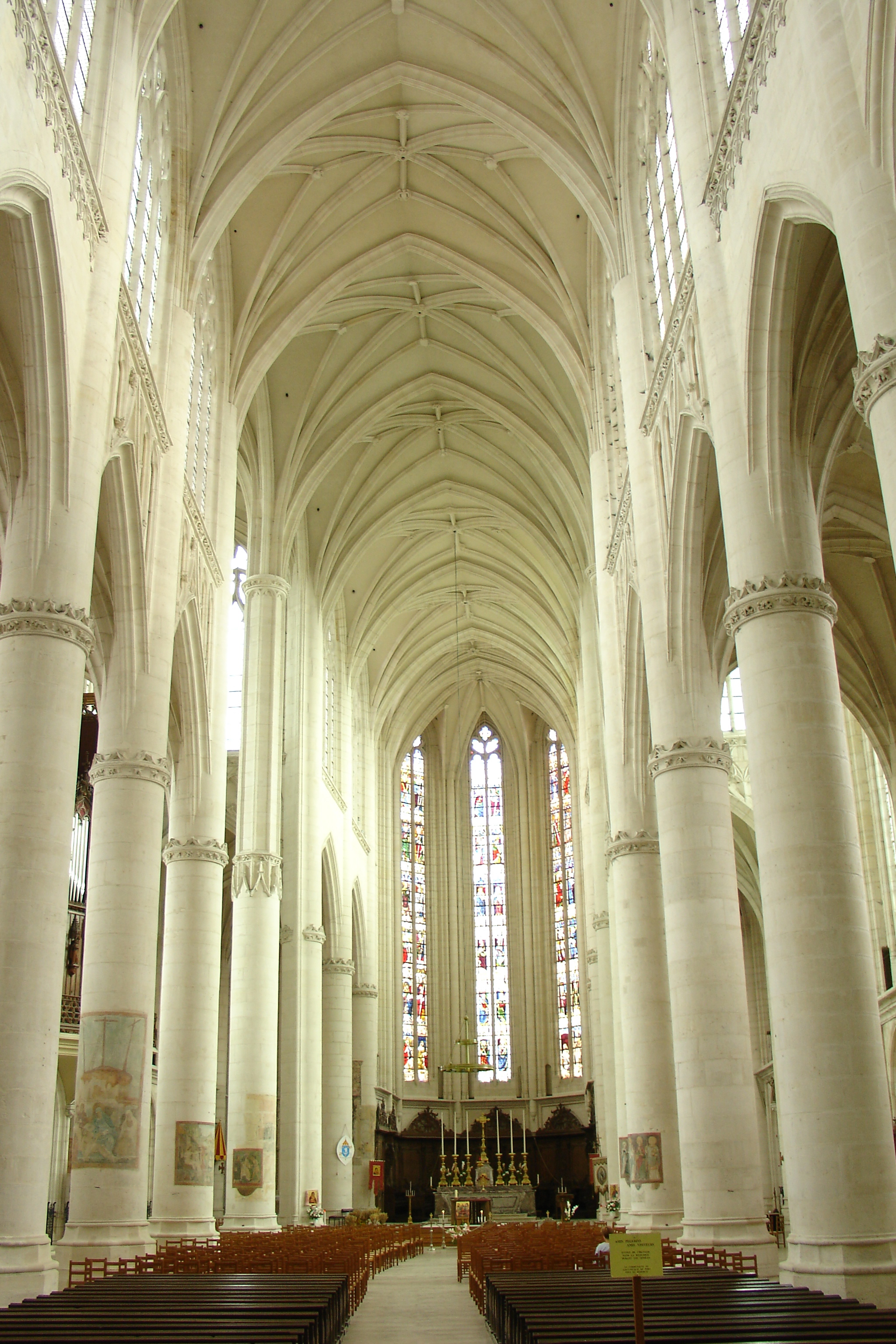
Nef.

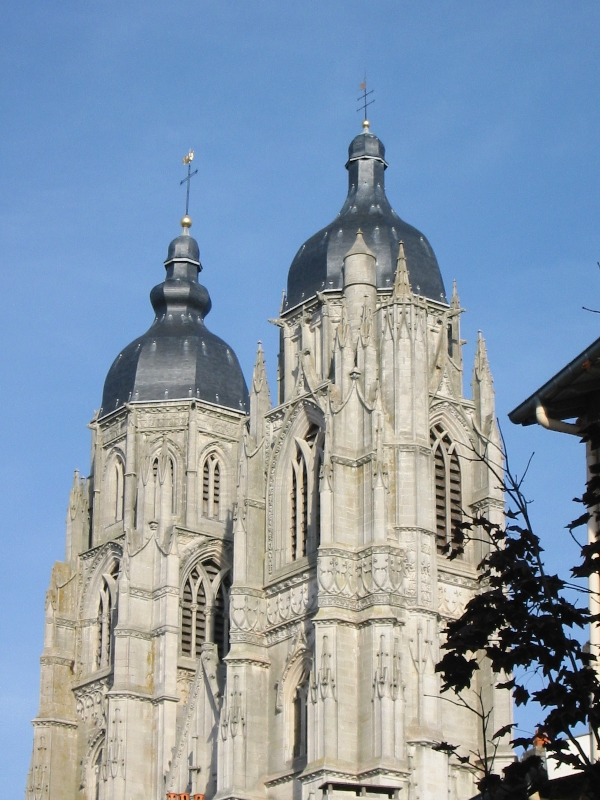
Clochers à bulbes de la basilique.

Globalement orientée du nord-ouest (portail) au sud-est (chevet), la basilique possède les proportions d'une véritable cathédrale de style gothique flamboyant : onze travées, une nef principale et deux latérales avec deux bas-côtés terminés par deux absidioles. Les dimensions impressionnantes de l'église sont de 71,50 m de longueur pour 31 m de largeur avec :
- une nef culminant à 30 m au-dessus du sol ;
- au niveau du transept, deux colonnes élancées de 21,50 m (les plus hautes de France) dont l'une est torsadée afin de masquer un faux aplomb de vingt centimètres ;
- deux tours de 85 et 87 m respectivement coiffées de clochers à bulbes.

L'édifice est d'une grande homogénéité de style, d'une sobriété rare à la fin de l'époque gothique, du fait de sa construction assez rapide (environ 60 ans) pour ses dimensions avec respect des plans initiaux. Il possède d'harmonieux volumes. On y retrouve des influences champenoises dues au premier architecte, Michel Robin : le plan du chœur s'inspire directement de la cathédrale Saint-Étienne de Toul et la coursière qui permet de faire le tour intérieur de l'édifice à la base des fenêtres basses, à sept mètres du sol, est un véritable passage à la champenoise. Toutefois la tradition lorraine reste respectée puisque l'on peut noter l'absence de déambulatoire derrière le chœur ou les cinq pans de l'abside pourvus de très hautes fenêtres comme à Toul qui a également influencé la structure de la façade et notamment de ses tours (passage original et élégant d'une section carrée à une section octogonale).
Le transept, pourtant non-saillant, est très marqué de l'extérieur par la puissance de son volume ainsi que d'une grande originalité : s'il n'est pas identifiable dans le plan il l'est très nettement en élévation car il est composé en réalité de deux nefs fusionnées, aussi hautes que la nef principale et chaque bras du transept est, à la croisée, uniquement soutenu par une colonne très élancée, proposant à l'admiration du visiteur certainement les plus hautes colonnes de la période dite gothique.
Une autre particularité est également bien visible dès l'entrée : l'axe de la nef n'est pas rectiligne mais accuse une déviation de six degrés vers la droite. Cette déviation a suscité quelques hypothèses, certaines fantaisistes, d'autres plus sérieuses notamment celle évoquée par Dom Augustin Calmet écrivant que « les bâtisseurs n'étant pas maîtres du terrain ont cru devoir donner cette tournure à l'édifice ». Les contraintes parcellaires (disponibilité du terrain) semblent, encore à ce jour, être les meilleures explications de cette déviation. Les maîtres de la seconde campagne de chantier, démarrée en 1515, utilisent des travées et voûtes non orthogonales pour conserver une homogénéité visuelle en dépit de cette déviation d'axe.
À l'extérieur, côté nord, la déclivité du terrain a permis d'insérer, sous le sol des chapelles latérales, six loges ouvrant sur la rue des Fonts et destinées à l'origine au commerce.

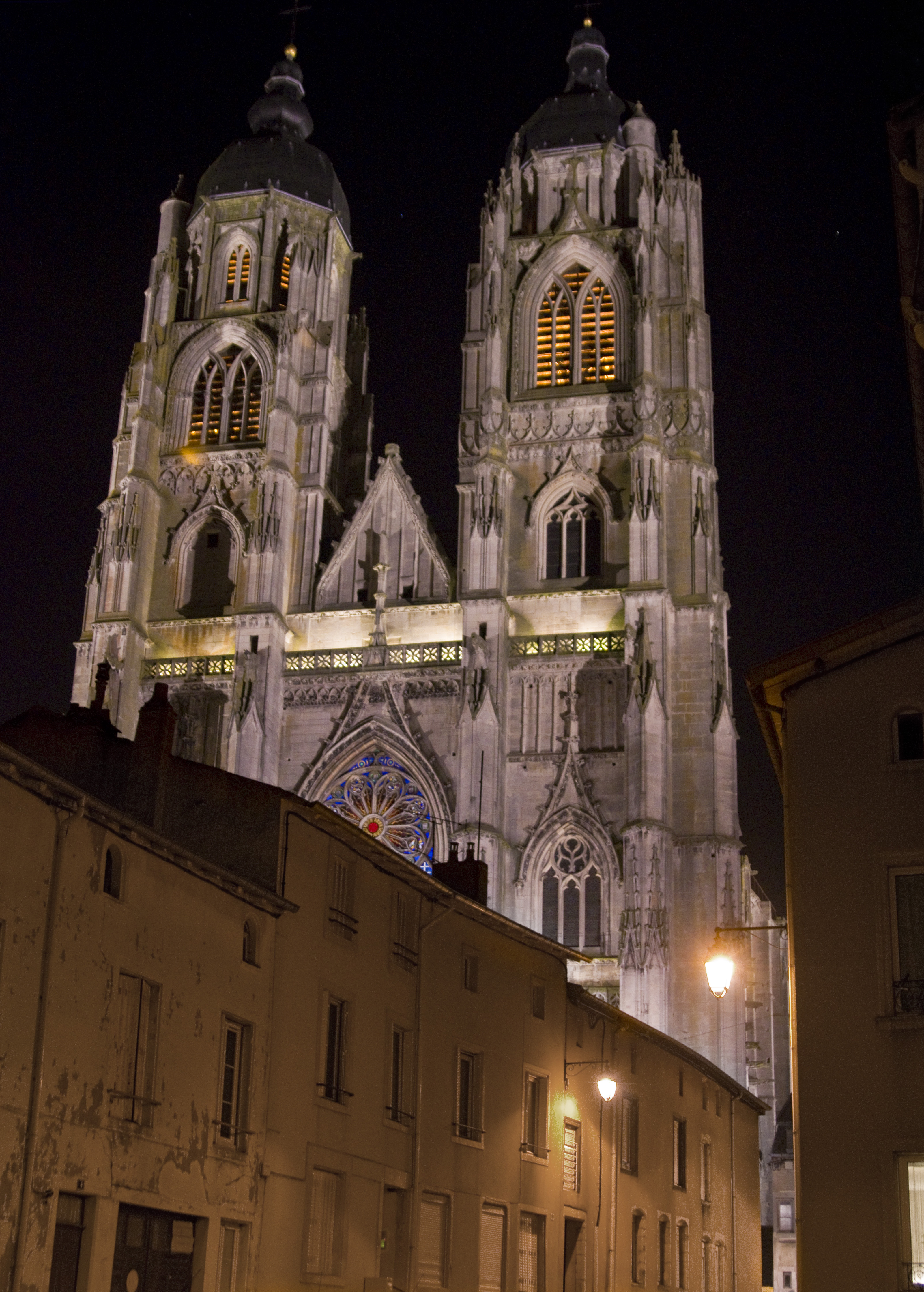
1
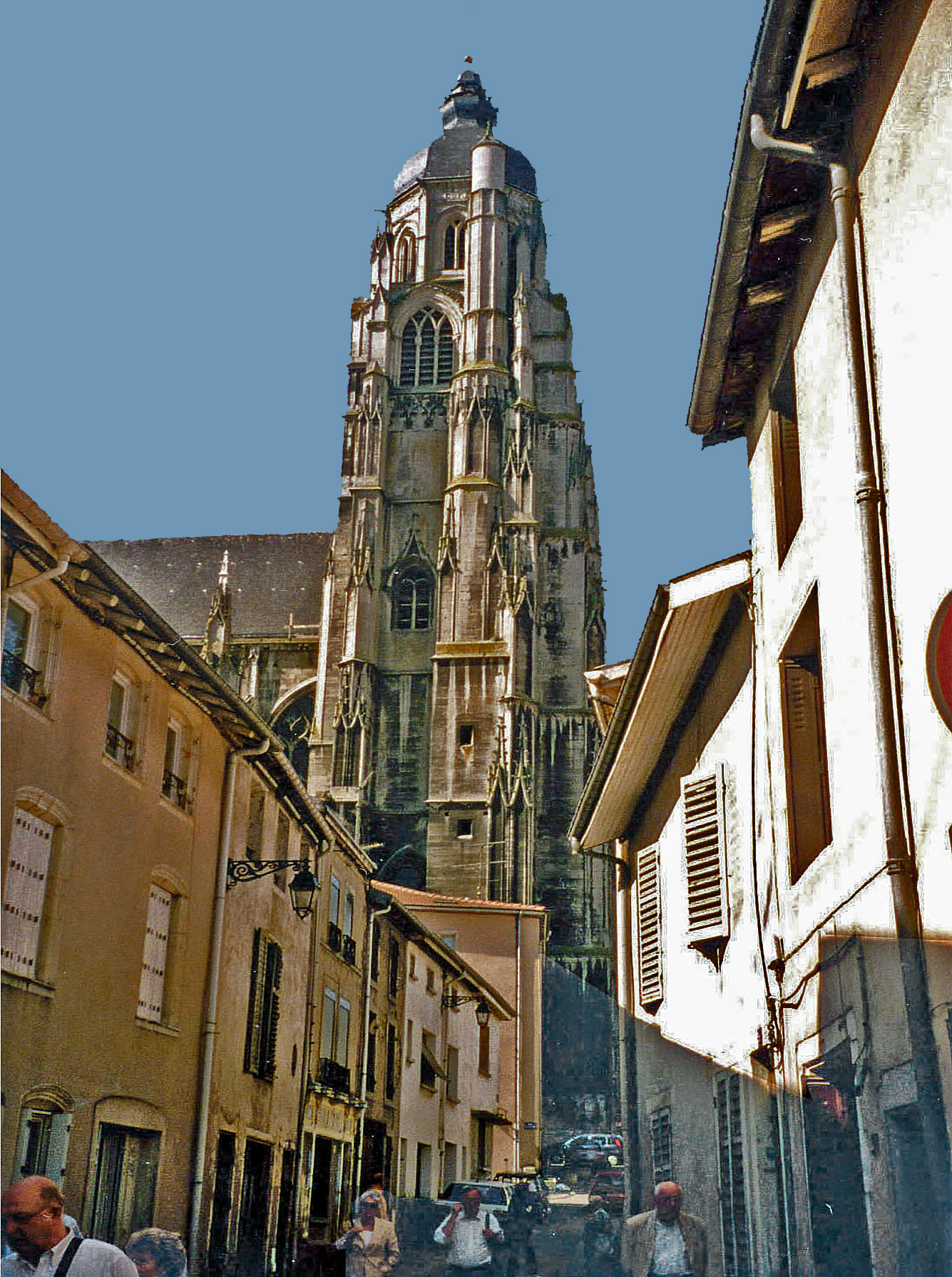
2
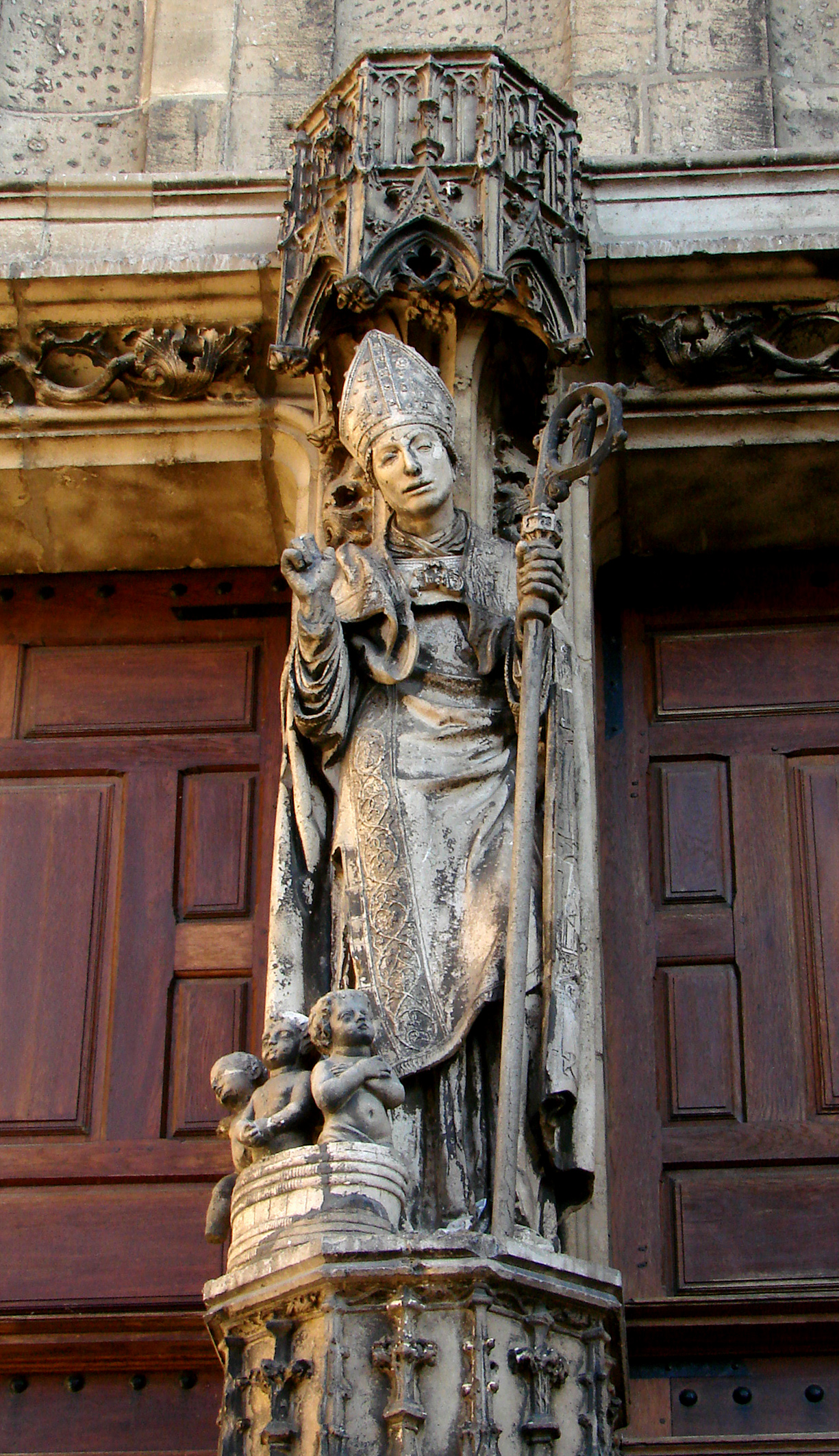
3
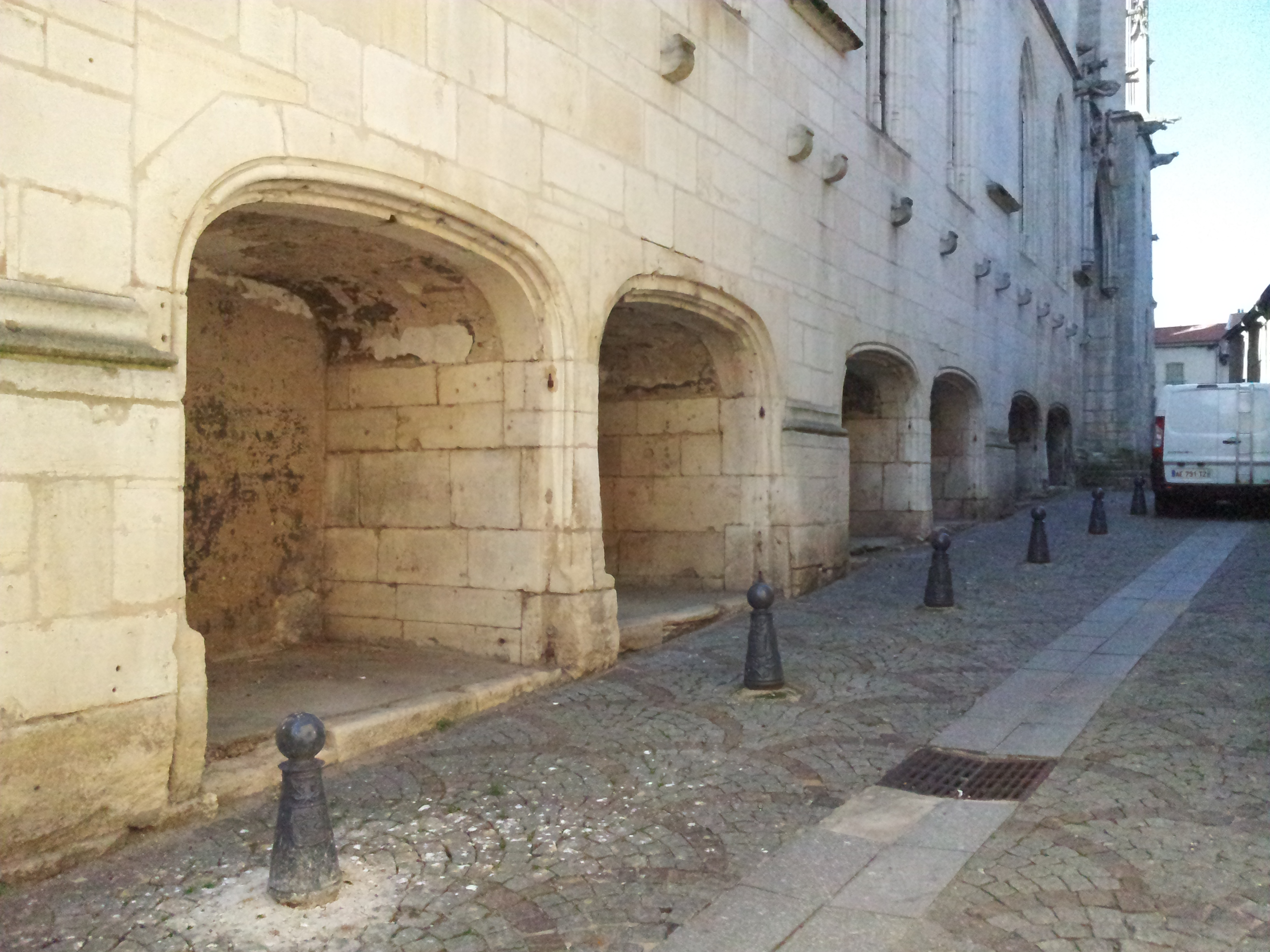
4

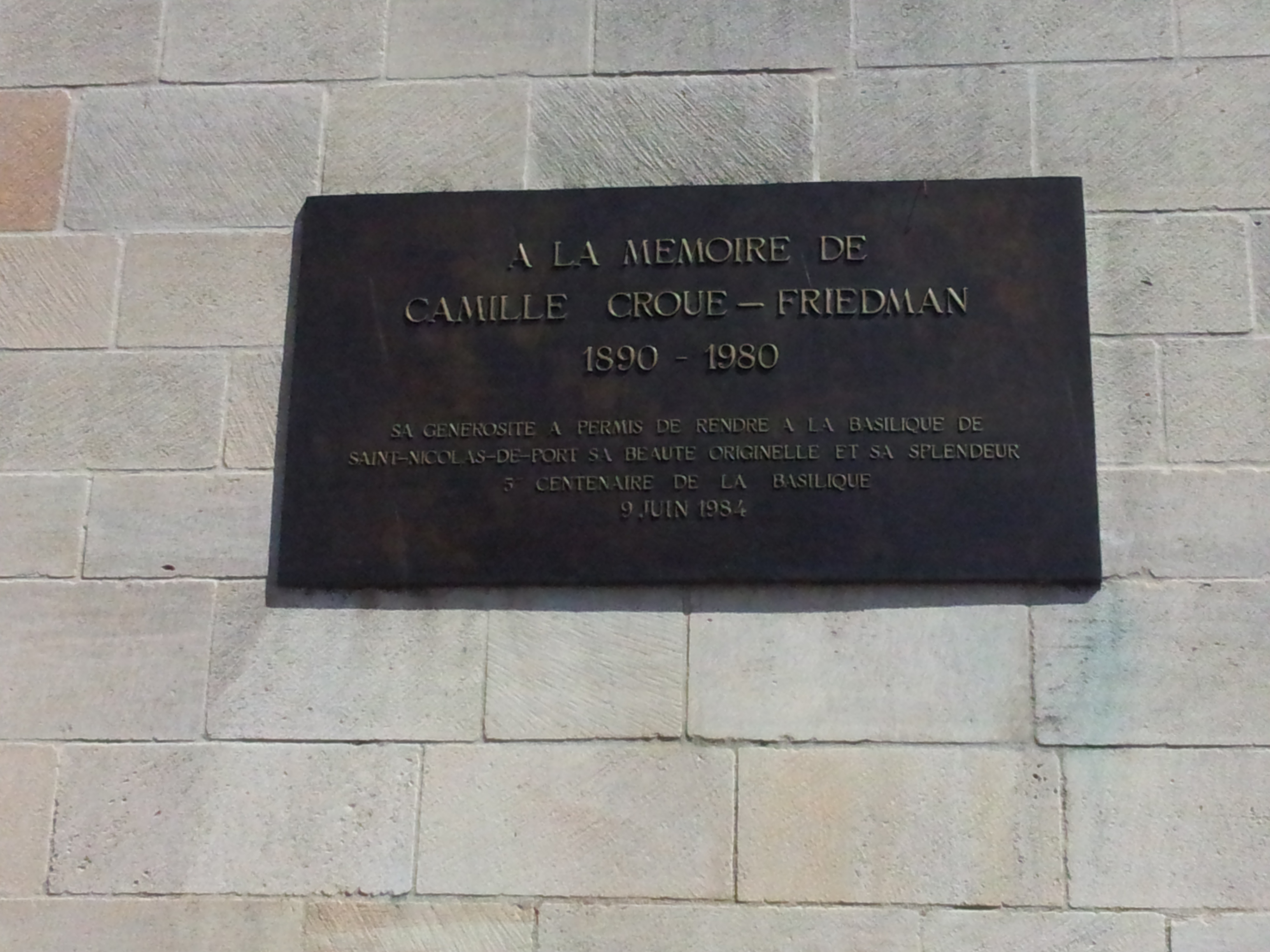
5
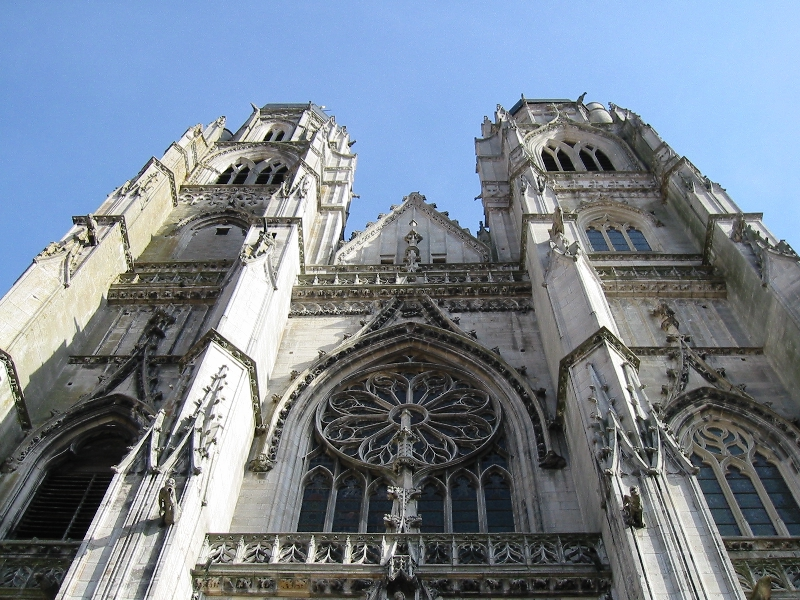
6
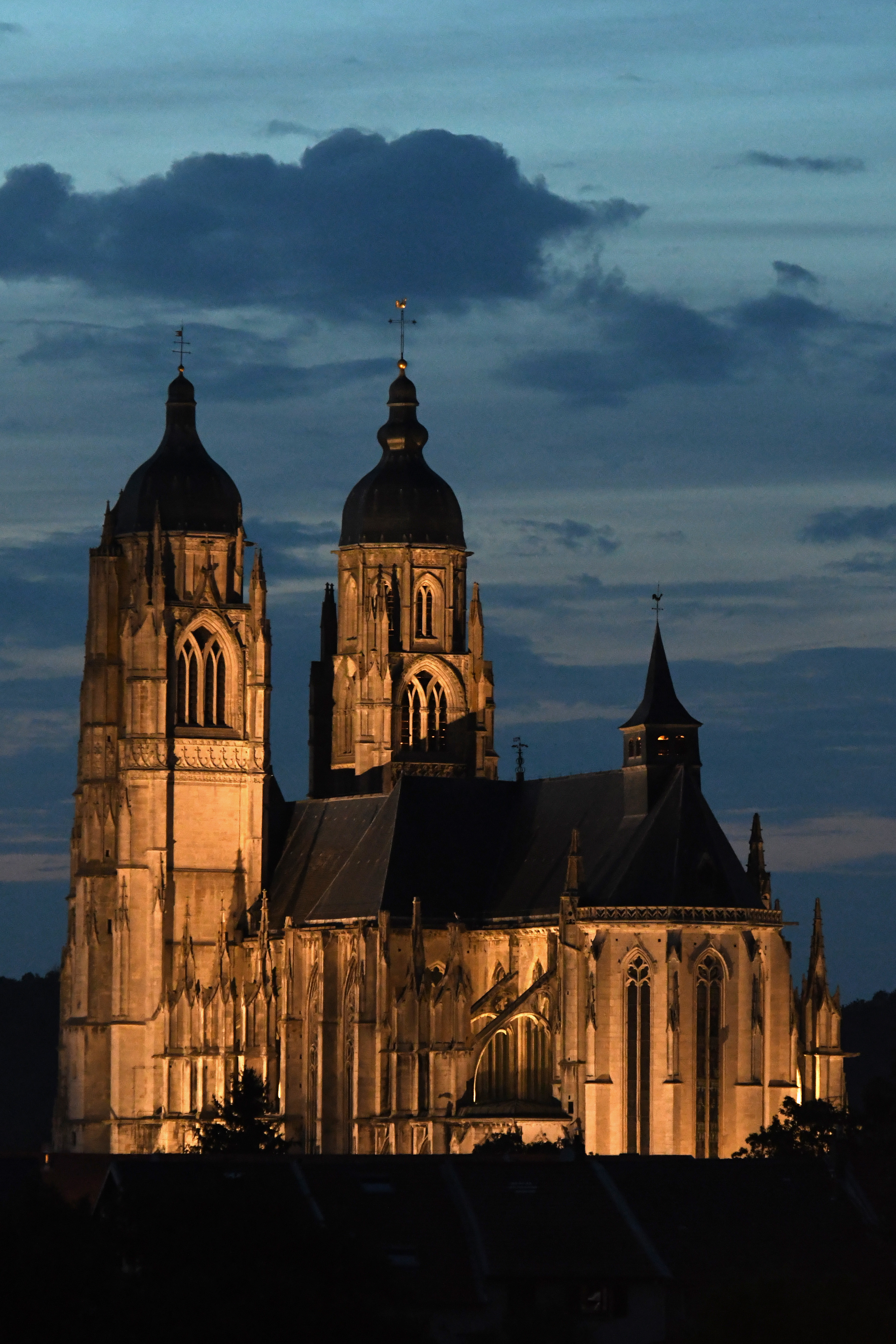
7
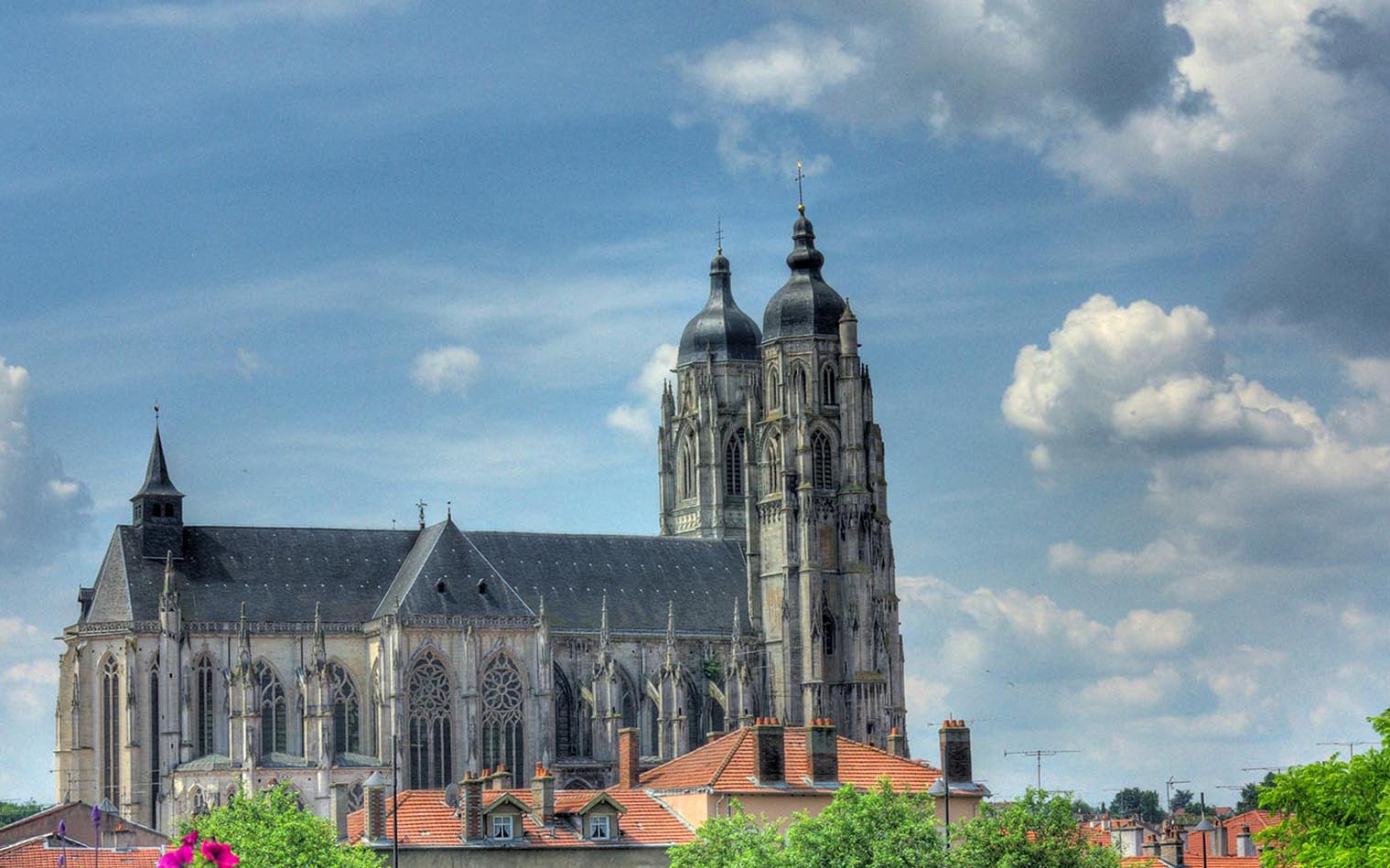
8

1. Façade de nuit, vue depuis la rue des Trois-Pucelles.
2. Tour nord, vue depuis le bas de la rue Simon-Moycet.
3. Statue de saint Nicolas au centre du grand portail. À ses pieds, les trois « enfants » debout dans le saloir.
4. Rue des Fonts et les six loges situées sous les chapelles nord à l'extérieur de la basilique.
5. Plaque à la mémoire de Camille Croué-Friedman, apposée à l'extérieur de la basilique, sur le mur sud de la sacristie, côté chœur.
6. Vue sur la façade en contre-plongée.
7. Vue de nuit de la basilique.
8. Basilique vue depuis le pont sur la Meurthe.

## Intérieur de la basilique

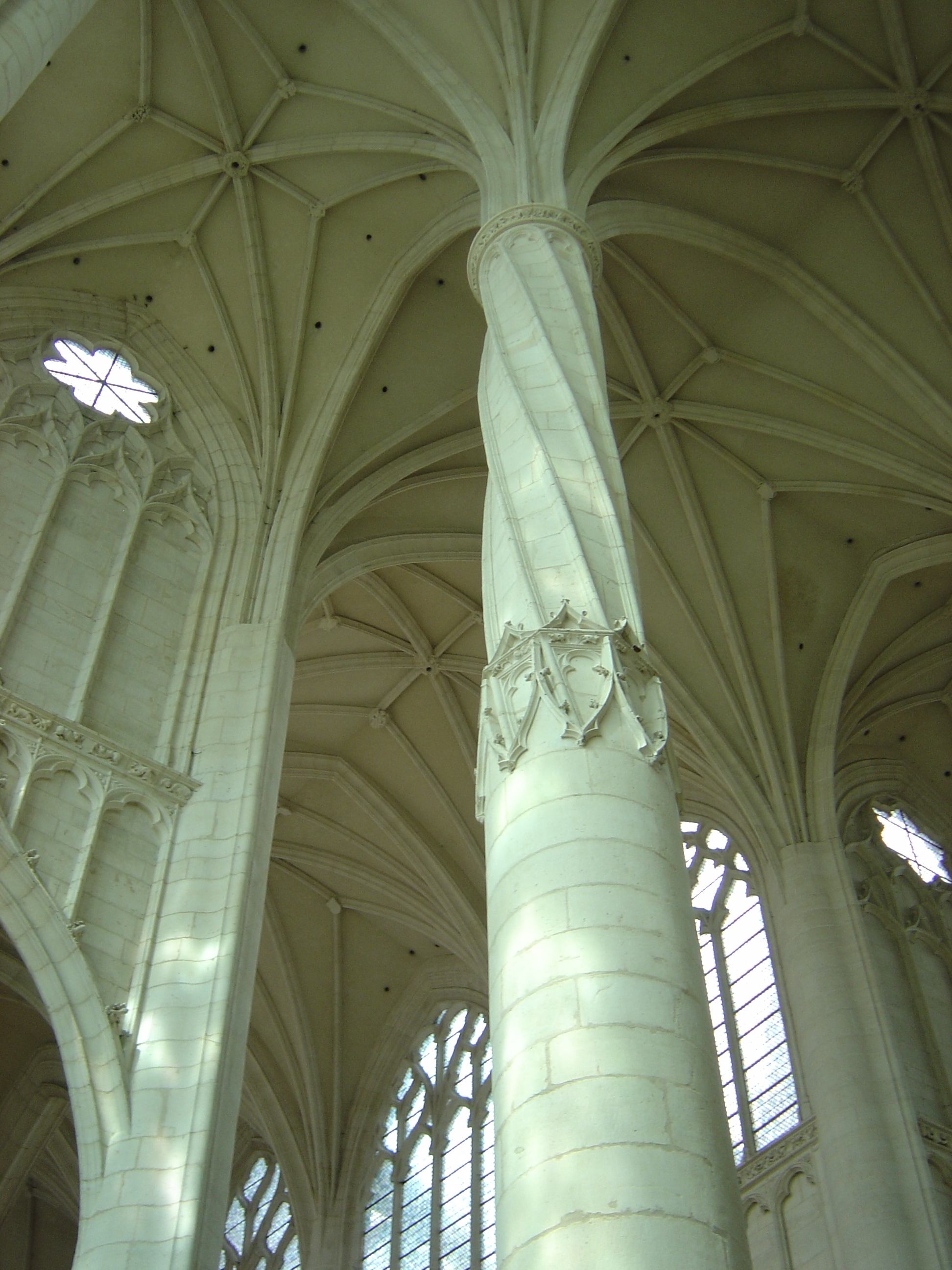
1
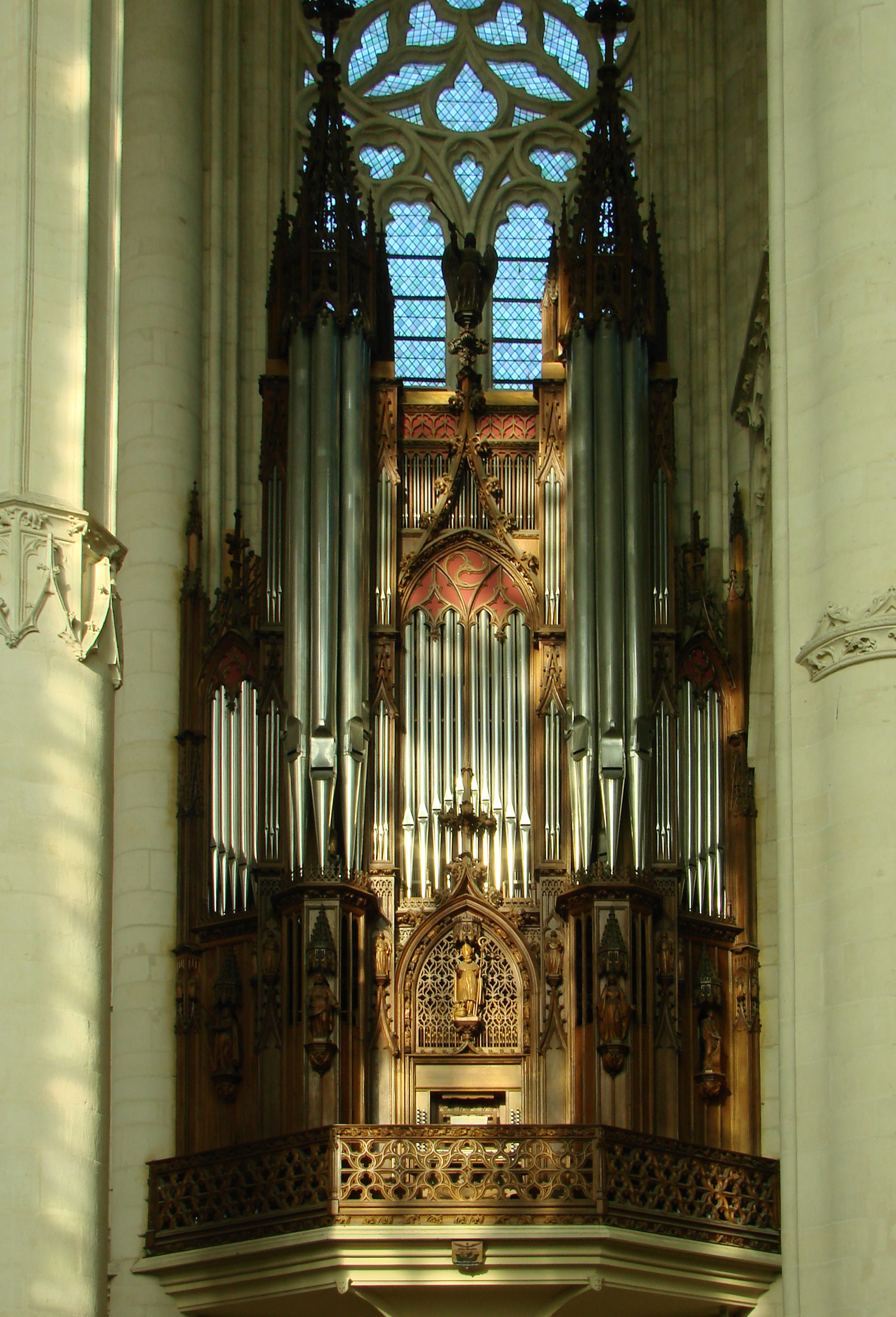
2
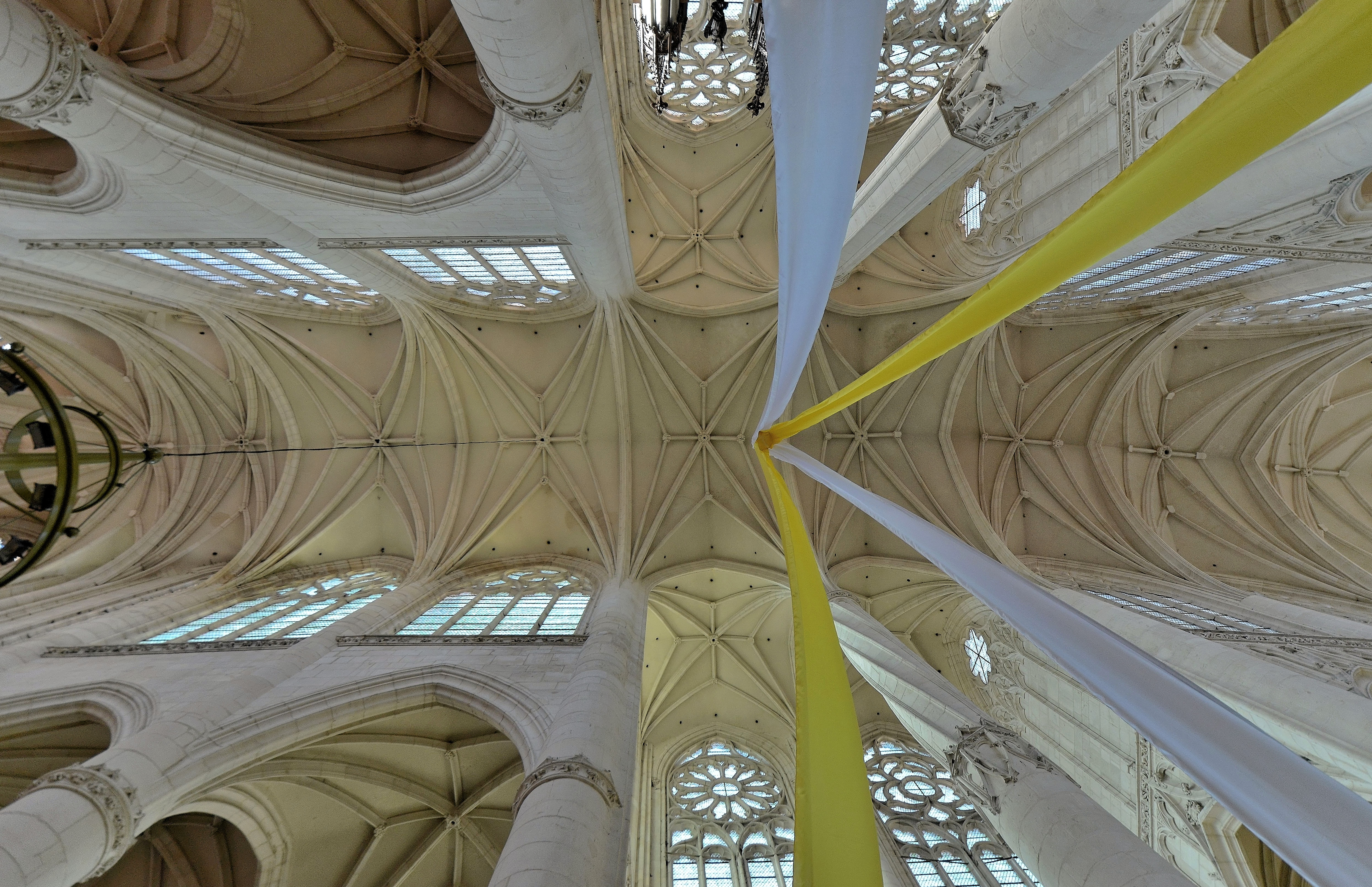
3
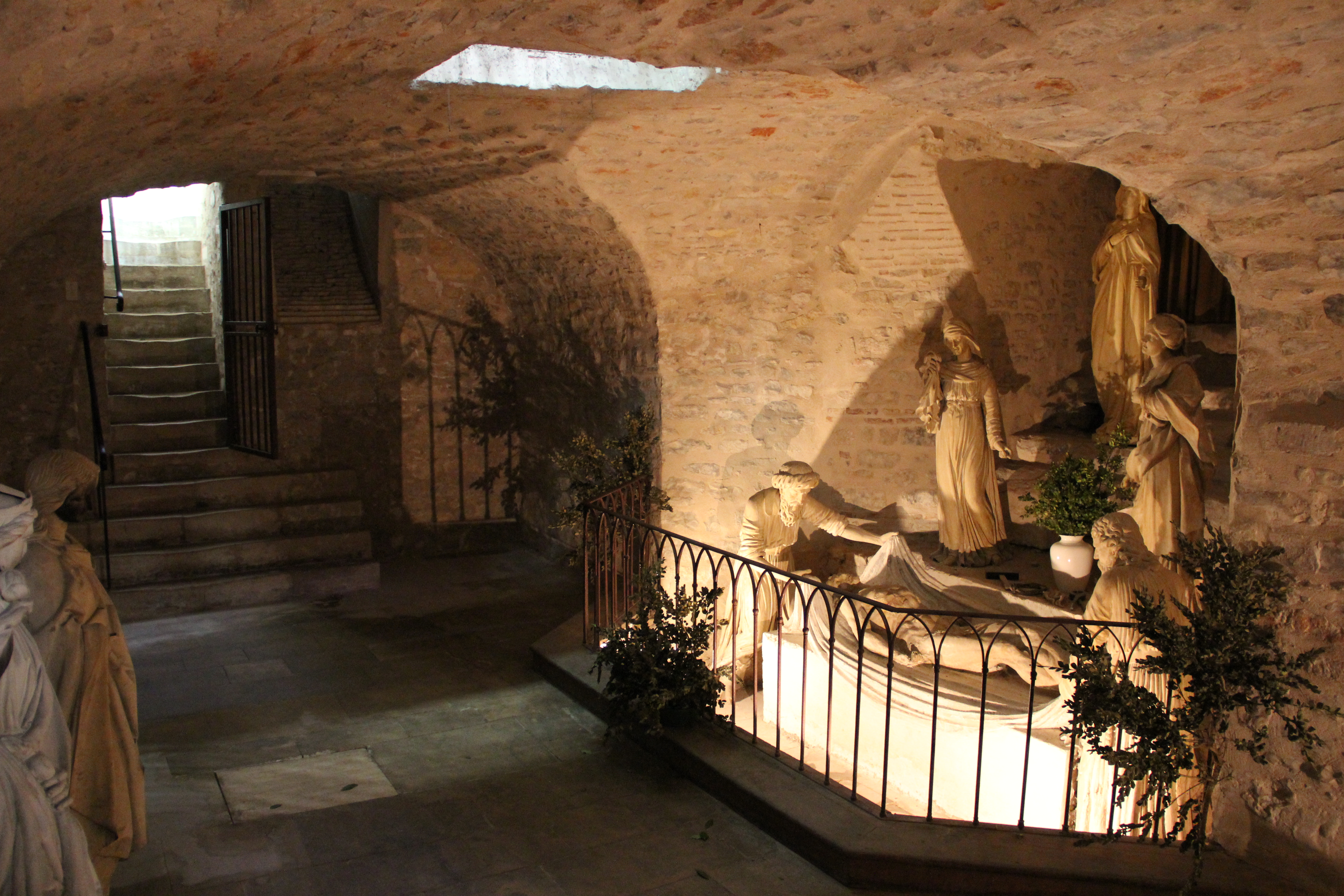
4

1. Cannelure torse masquant un faux aplomb sur l'une des colonnes de 21,50 m.
2. Buffet d'orgue de Joseph Cuvillier.
3. Plafond de la nef.
4. Crypte et sa mise au tombeau.

### Les fresques
De nombreuses peintures sur pierre sont également visibles sur les colonnes (descente de Croix, Job, saint Yves, saint Martin, sainte Aprône, saint Didier) ou en fresques (ravissement de sainte Marie Madeleine).

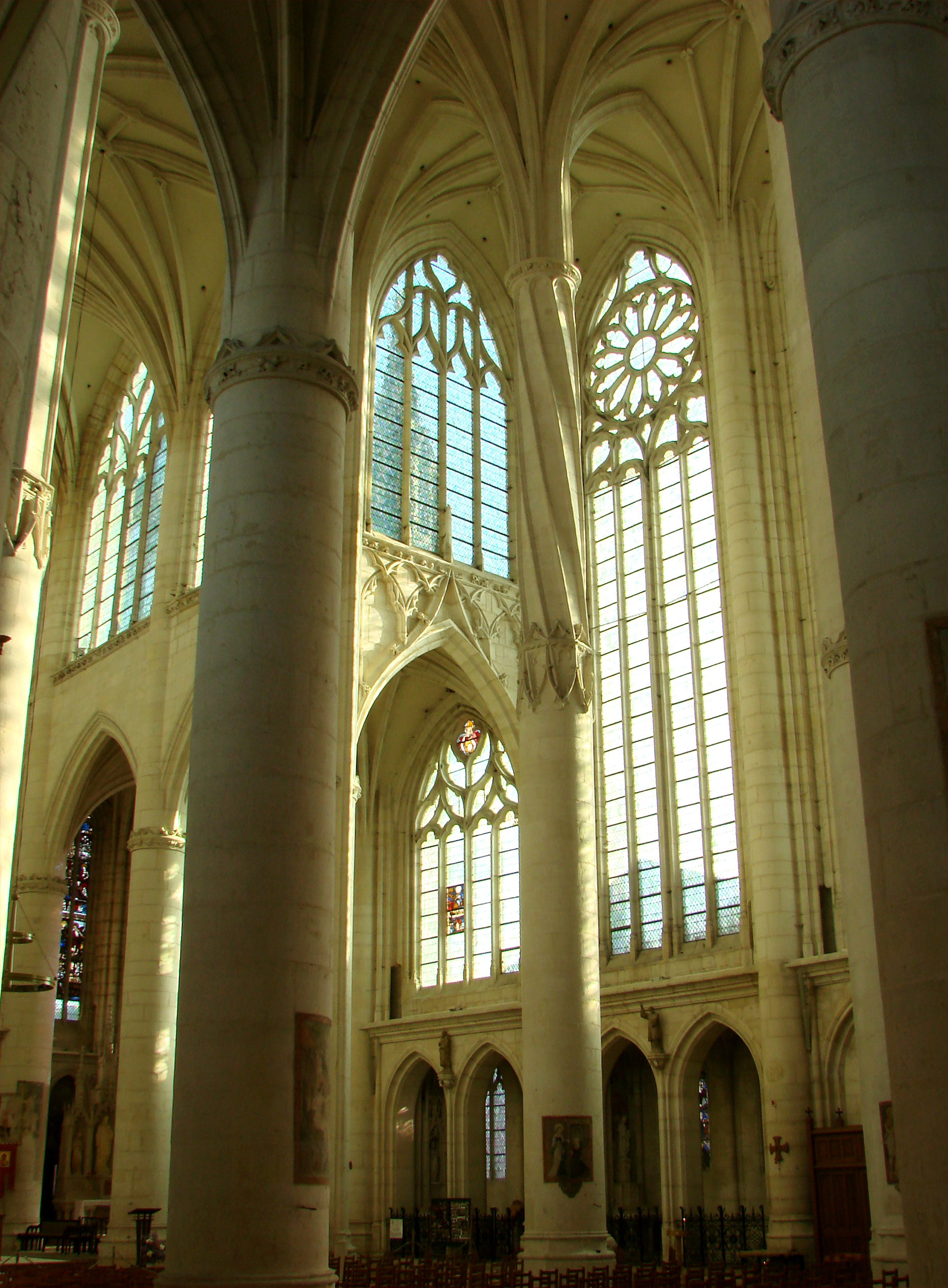
1
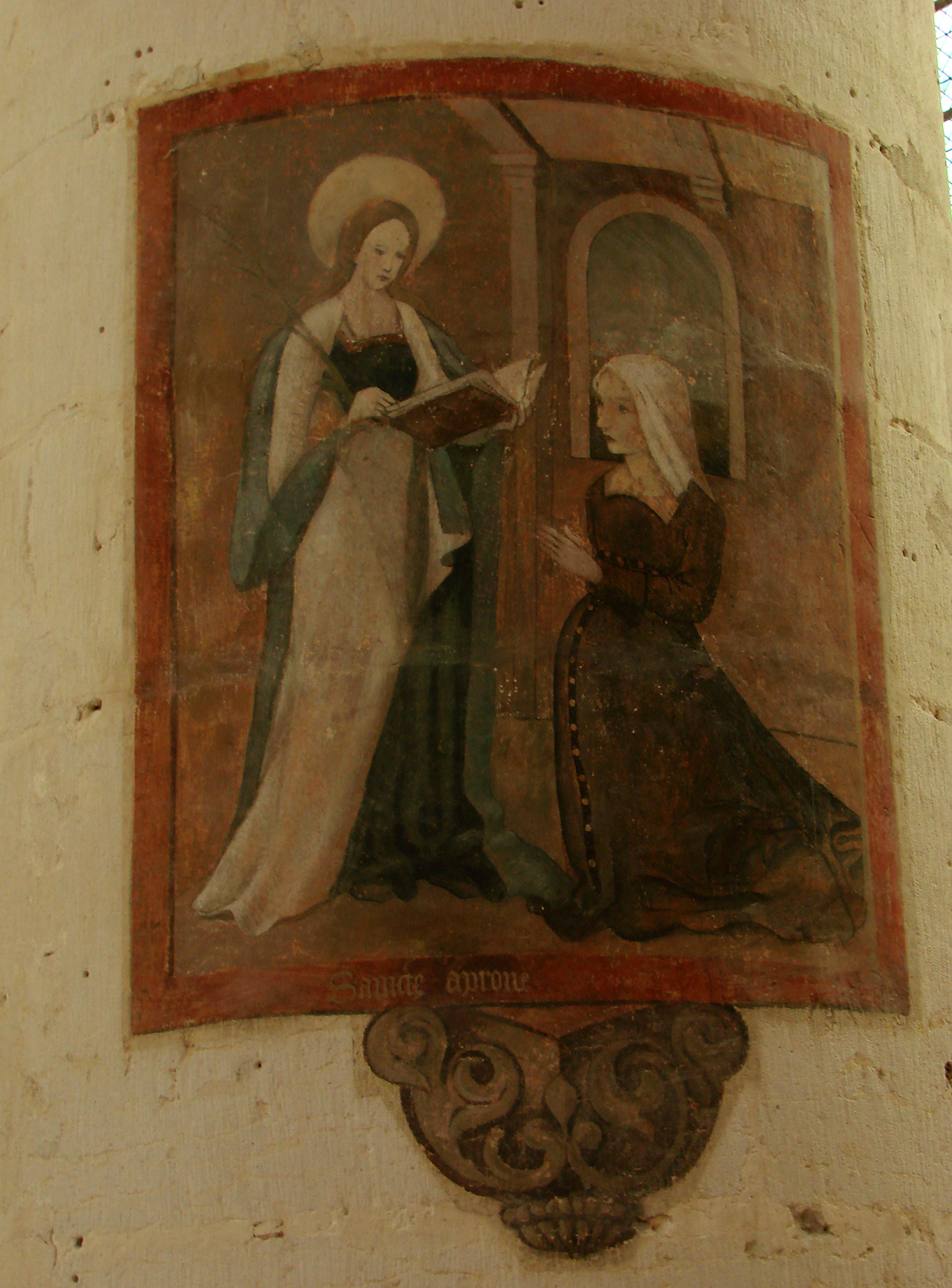
2
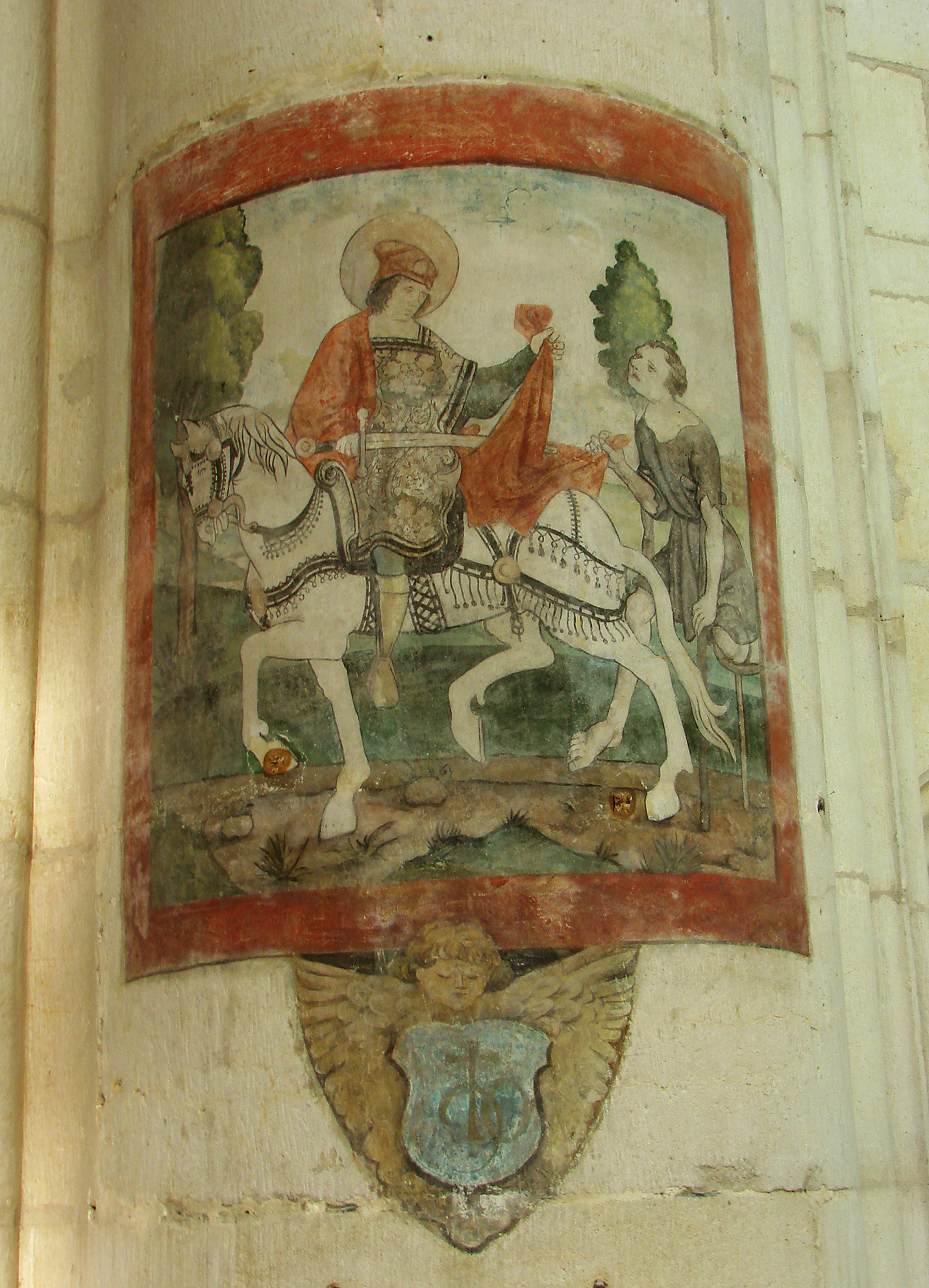
3
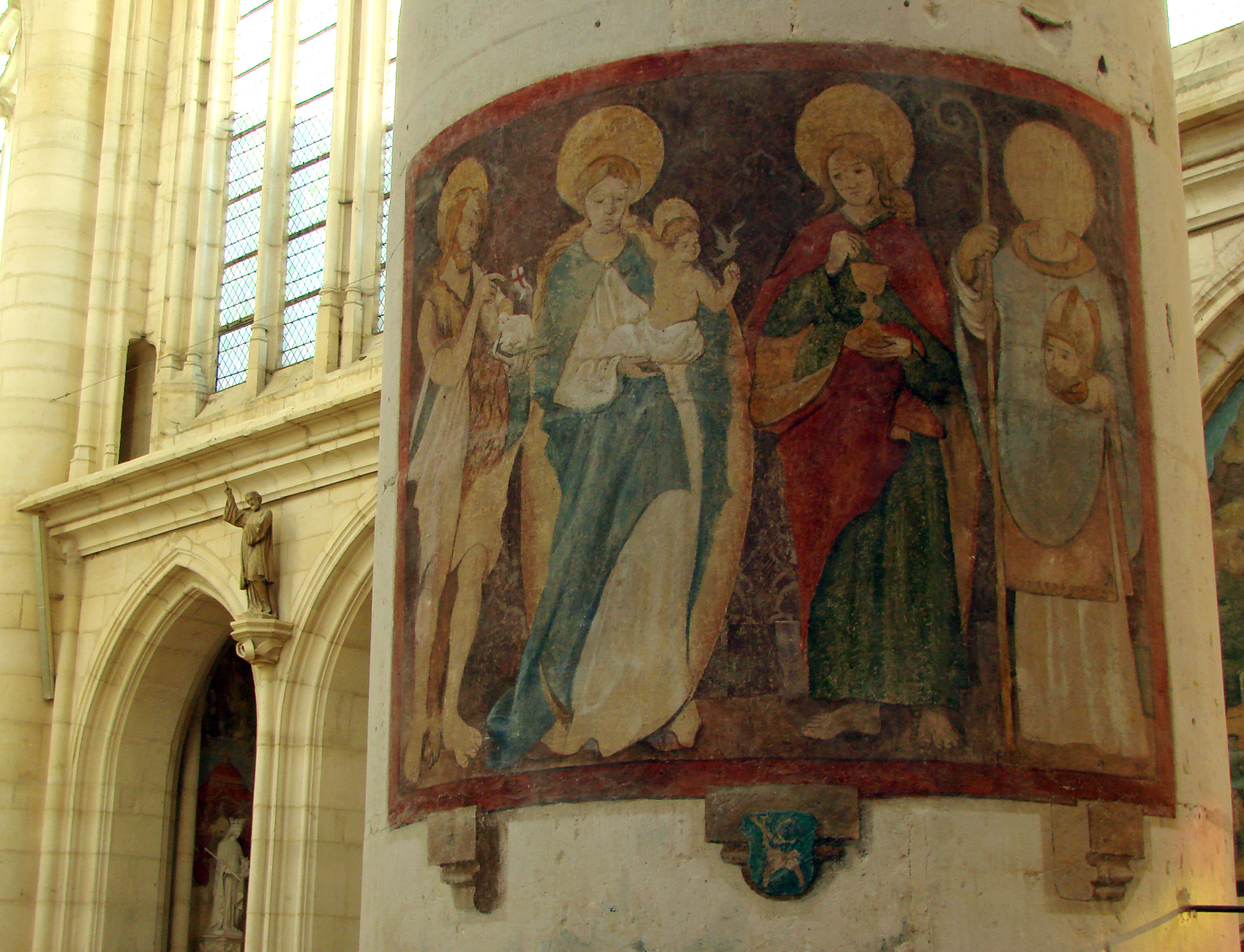
4

1. Colonne torsadée dans le bras sud du transept. Elle porte à sa base une fresque représentant sainte Aprône (début du XVIe siècle). On aperçoit, à gauche, la colonne qui lui fait pendant dans le transept nord et qui porte des cannelures droites.
2. Sainte Aprône, sœur de saint Epvre.
3. Fresque représentant saint Martin partageant son manteau (début du XVIe siècle).
4. Fresque du début du XVIe siècle (de gauche à droite : saint Jean Baptiste, sainte Marie portant l'Enfant Jésus, saint Jean l'évangéliste, saint Didier tenant sa tête décapitée). On aperçoit un passage champenois dans le pilier latéral en haut à gauche.

### Les cloches de la basilique
La basilique possède 18 cloches encore en fonction, dont 12 peuvent sonner à la volée, ce qui constitue l'un des ensembles de sonneries de cloches les plus grands de France.
La tour sud abrite la plus grosse cloche, le bourdon « Joseph-Auguste-Edmond », coulée par Ch. Martin à Nancy en 1897 et qui donne la note sol 2, pour un poids de près de 5 tonnes.
La tour nord quant à elle contient 14 cloches dont 8 de volée (donnant les notes do 3 - ré 3 - mi 3 - fa 3 - sol 3 - la 3 - si 3 et do 4). Quatre ont été coulées à Robécourt dans les Vosges par la fonderie Perrin-Martin en 1853, quatre autres coulées à Nancy par le fondeur Jules Robert ont été ajoutées en 1896. Les six dernières, servant uniquement à un usage de carillon datent de l'an 2000 et ont été coulées par la fonderie Paccard en Haute-Savoie.
Le clocheton qui surplombe le chœur abrite trois autres cloches, en volée manuelle, coulées pour l'une en 1856 et pour les deux autres en l'an 2000. Une quatrième cloche datant de 1839, fondue par Thuielle, a été endommagée lors du bombardement de juin 1940 et est déposée dans la chapelle Sainte-Marguerite depuis son démontage du clocheton en l'an 2000.
| N° | Nom               | Diamètre (en centimètres) | Poids (en kilos) | Note       | Année et fondeur                                                         | Sonnerie |
| -- | ----------------- | ------------------------- | ---------------- | ---------- | ------------------------------------------------------------------------ | -------- |
| 1  | Le bourdon Edmond | 185 et 200 de haut        | ≈ 5 000          | sol 2      | Fondu par Ch. Martin, à Nancy, baptisé le 19 avril 1897                  | Volée    |
| 2  | Joséphine         | 139                       |                  | do 3       | Fondues par Perrin-Martin à Robécourt puis bénites et installées en 1853 | Volée    |
| 3  | Barbe             | 124                       | ré 3             |            | Fondues par Perrin-Martin à Robécourt puis bénites et installées en 1853 | Volée    |
| 4  | Clémence          | 111                       | mi 3             |            | Fondues par Perrin-Martin à Robécourt puis bénites et installées en 1853 | Volée    |
| 5  | Georgette         | 104                       | fa 3             |            | Fondues par Perrin-Martin à Robécourt puis bénites et installées en 1853 | Volée    |
| 6  | Jeanne            |                           | ≈ 620            | fa dièse 3 | Fondue par Paccard puis bénite le 2 juillet 2000                         | Tintée   |
| 7  | Marie             | 102                       |                  | sol 3      | Fondues par Jules Robert à Nancy puis bénites et installées en 1896      | Volée    |
| 8  | Nicole            | 91,9                      | la 3             |            | Fondues par Jules Robert à Nancy puis bénites et installées en 1896      | Volée    |
| 9  | Monique           |                           | ≈ 320            | la dièse 3 | Fondue par Paccard puis bénite le 2 juillet 2000                         | Tintée   |
| 10 | Franceline        | 82                        |                  | si 3       | Fondues par Jules Robert à Nancy puis bénites et installées en 1896      | Volée    |
| 11 | Agathe            | 76                        | do 4             |            | Fondues par Jules Robert à Nancy puis bénites et installées en 1896      | Volée    |
| 12 | Camille           |                           | ≈ 160            | ré 4       | Fondues par Paccard puis bénites le 2 juillet 2000                       | Tintée   |
| 13 | Huguette          | ≈ 145                     | mi 4             |            | Fondues par Paccard puis bénites le 2 juillet 2000                       | Tintée   |
| 14 | Louise            | ≈ 110                     | fa 4             |            | Fondues par Paccard puis bénites le 2 juillet 2000                       | Tintée   |
| 15 | Jacqueline        | ≈ 85                      | sol 4            |            | Fondues par Paccard puis bénites le 2 juillet 2000                       | Tintée   |

| N° | Nom          | Diamètre (en centimètres) | Poids (en kilos) | Note | Année et fondeur                                   | Sonnerie       |
| -- | ------------ | ------------------------- | ---------------- | ---- | -------------------------------------------------- | -------------- |
| 1  | Claude       |                           | ≈ 190            | ré 4 | Fondues par Paccard puis bénites le 2 juillet 2000 | Volée manuelle |
| 2  | Maria-Giulia | ≈ 155                     | mi 4             |      | Fondues par Paccard puis bénites le 2 juillet 2000 | Volée manuelle |
| 3  |              | 69 et 60 de haut          |                  | do 5 | 1856                                               | Tintée         |

### Les statues

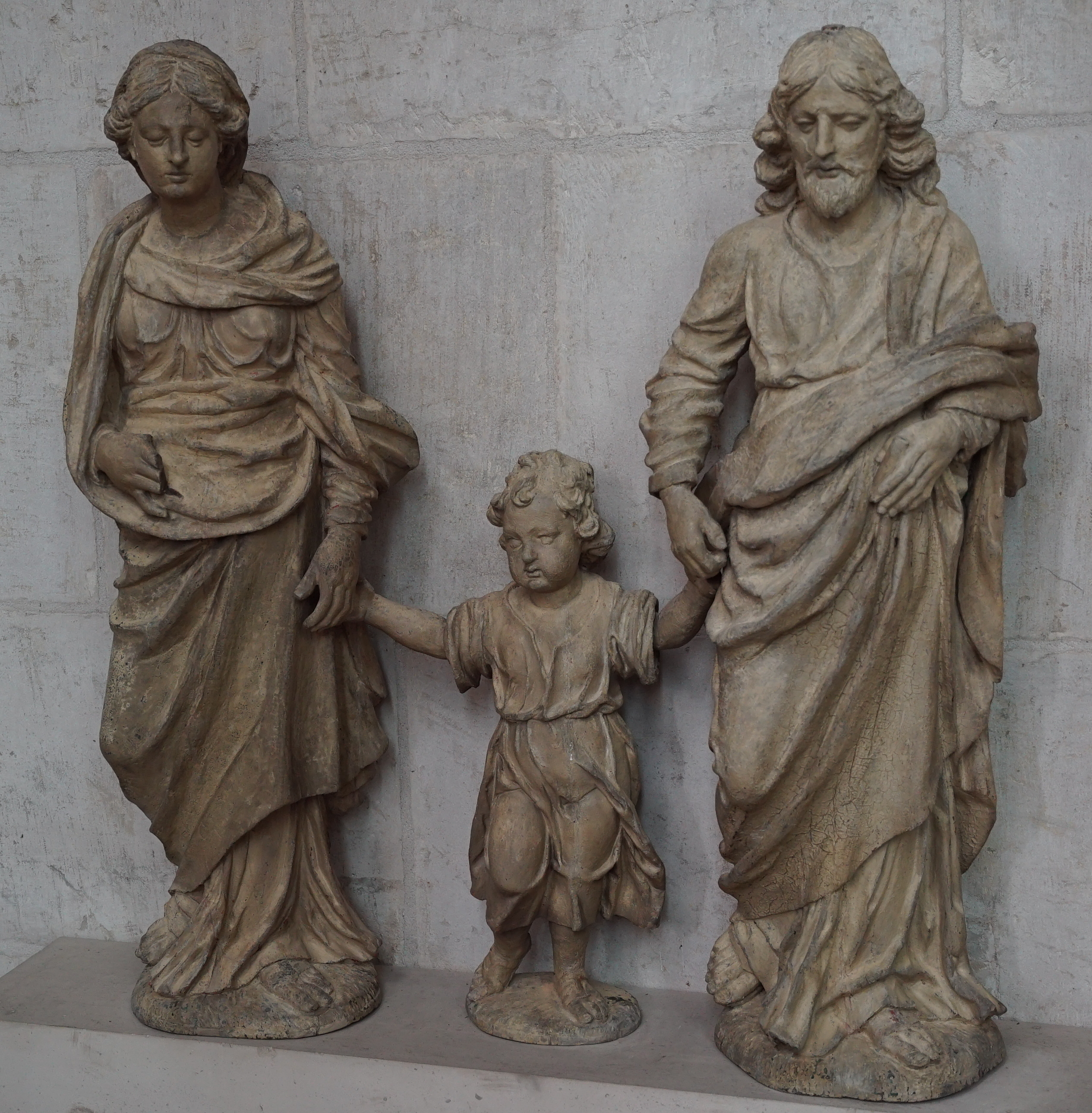
1
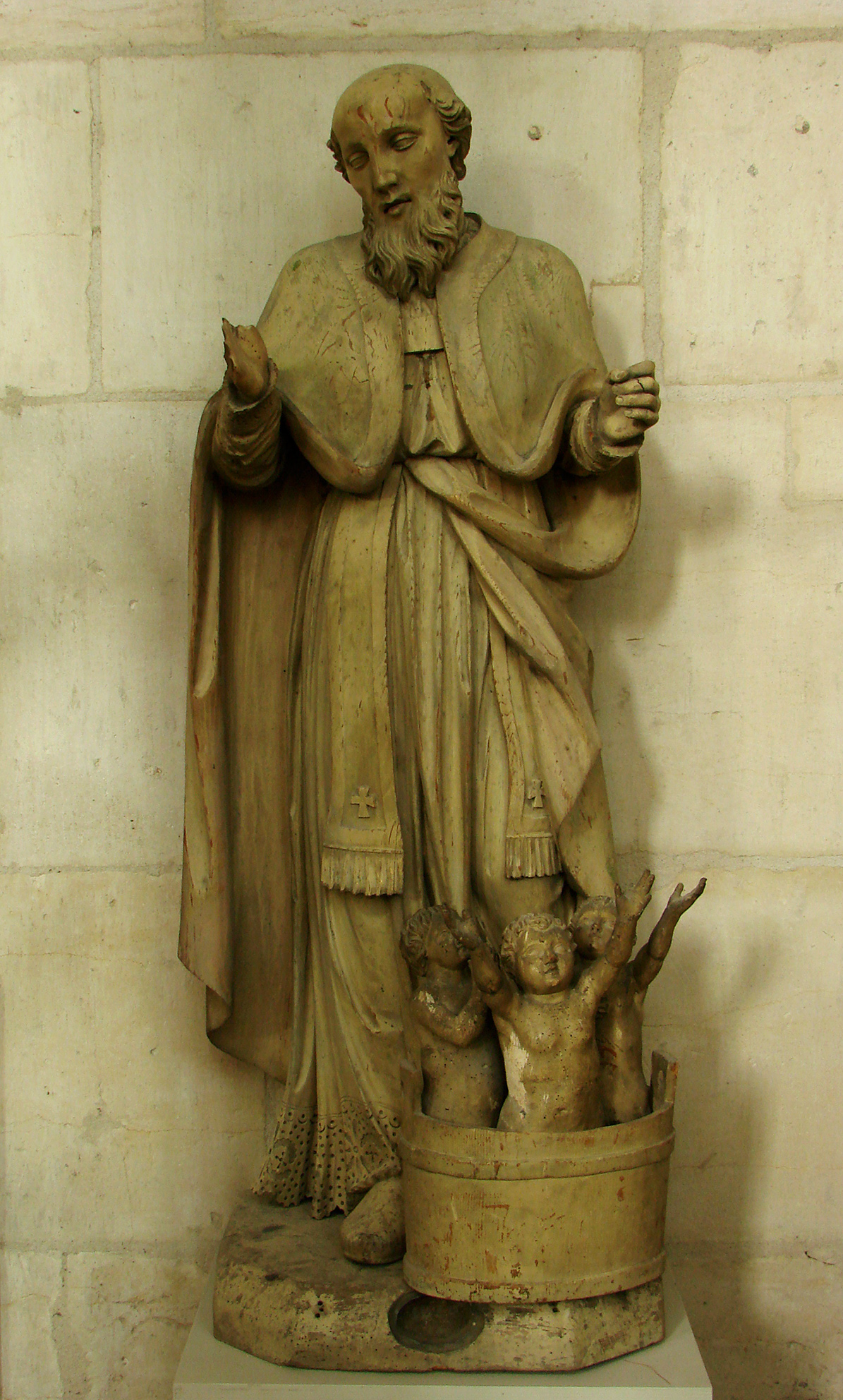
2
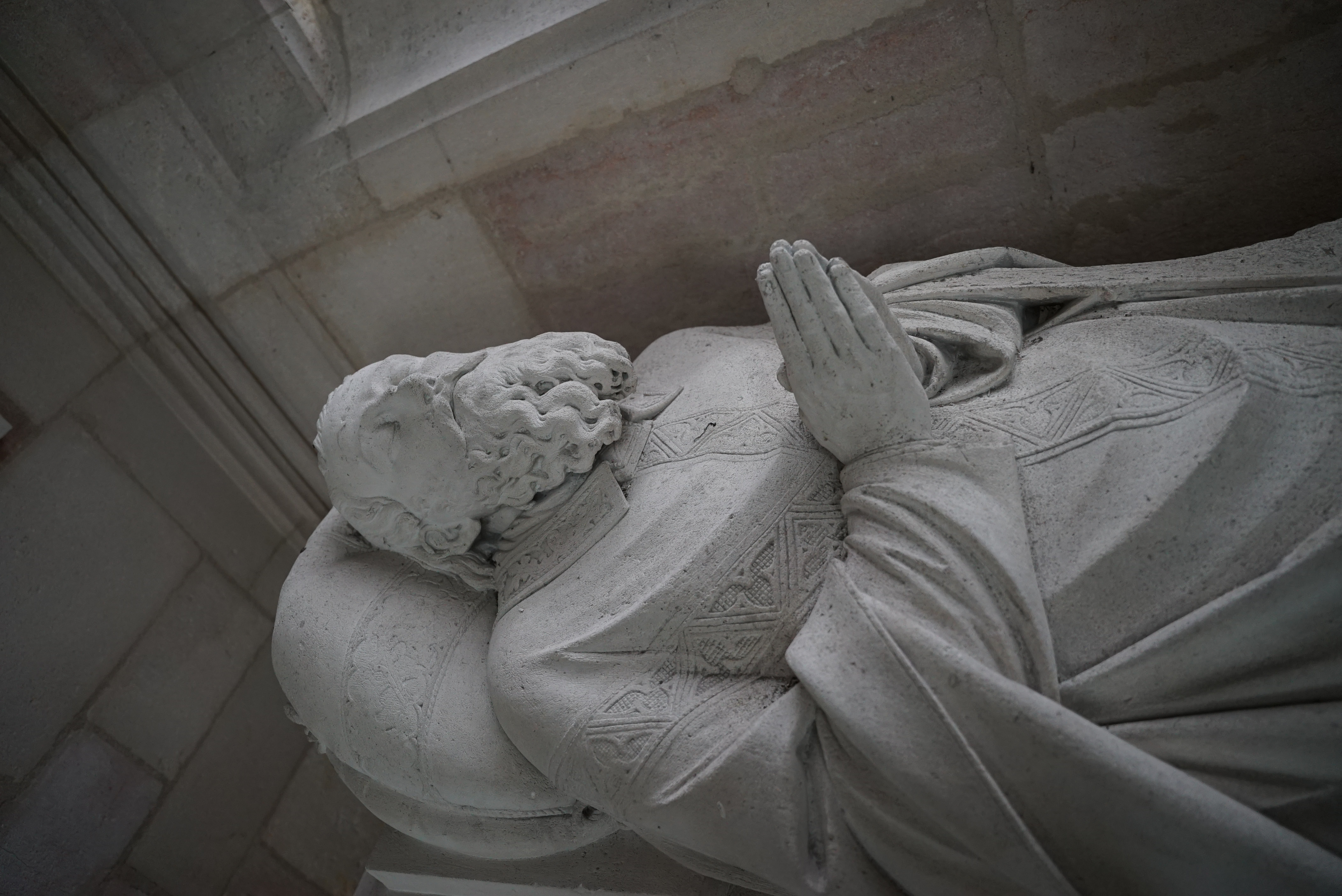
3

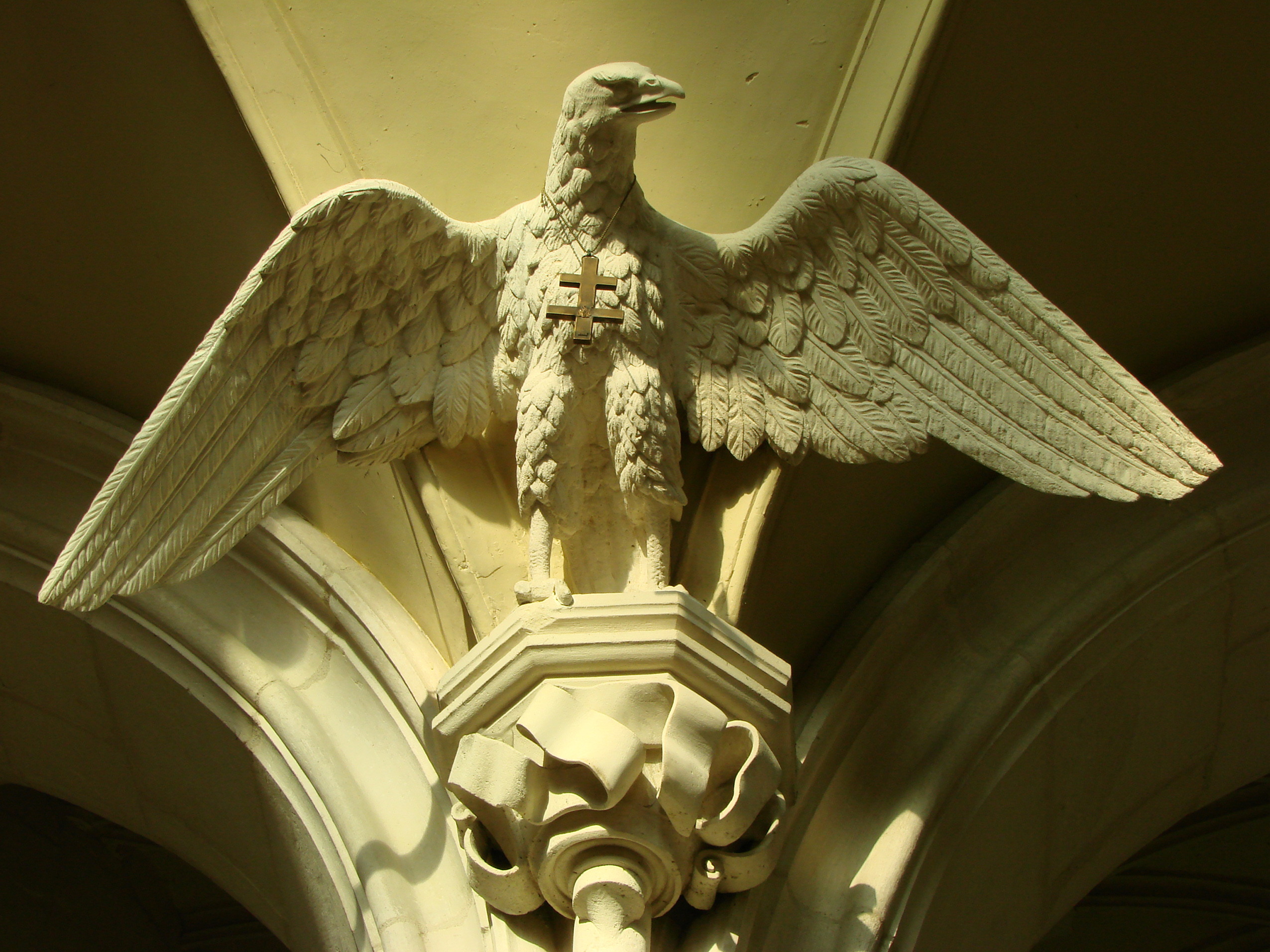
4
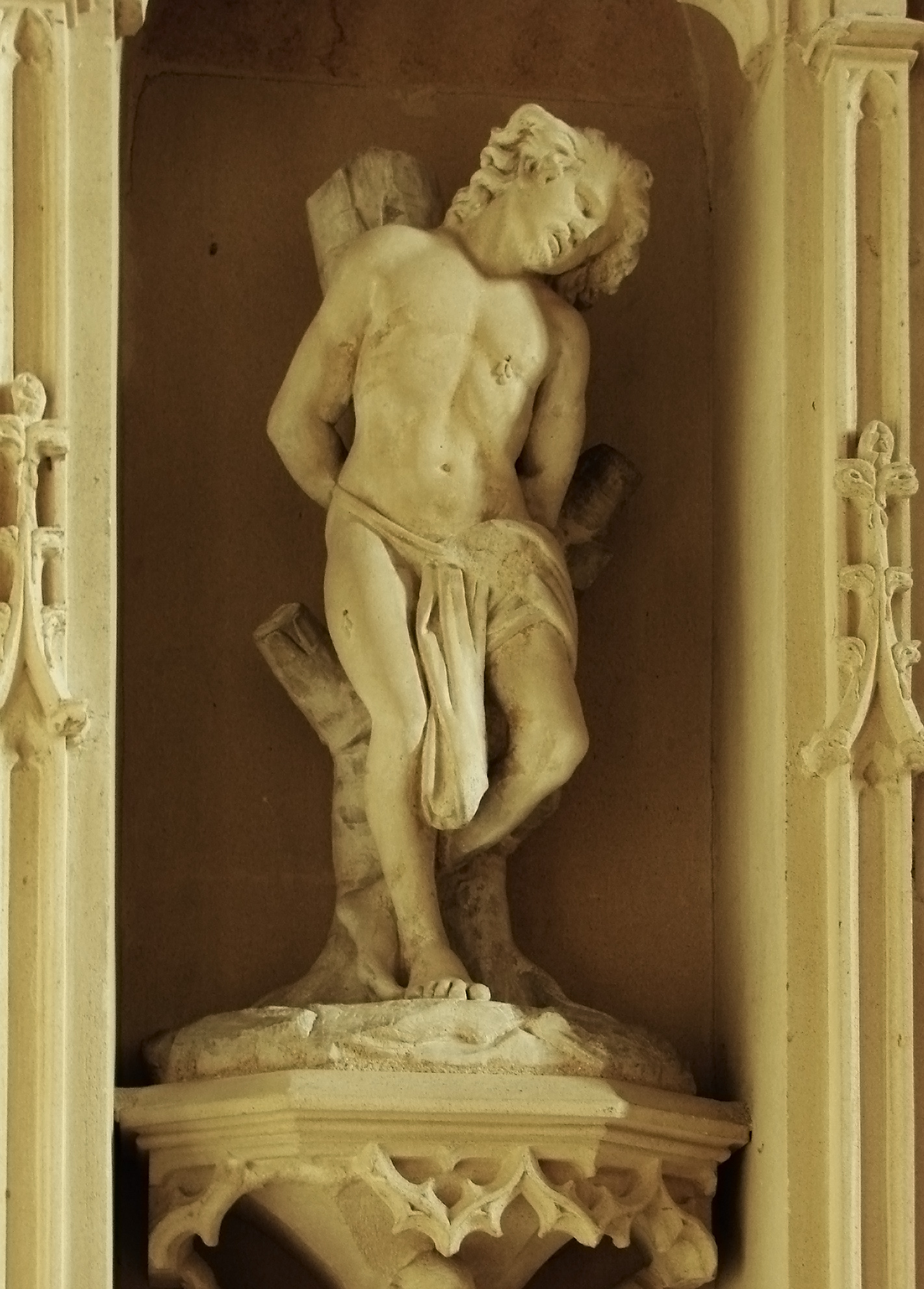
5
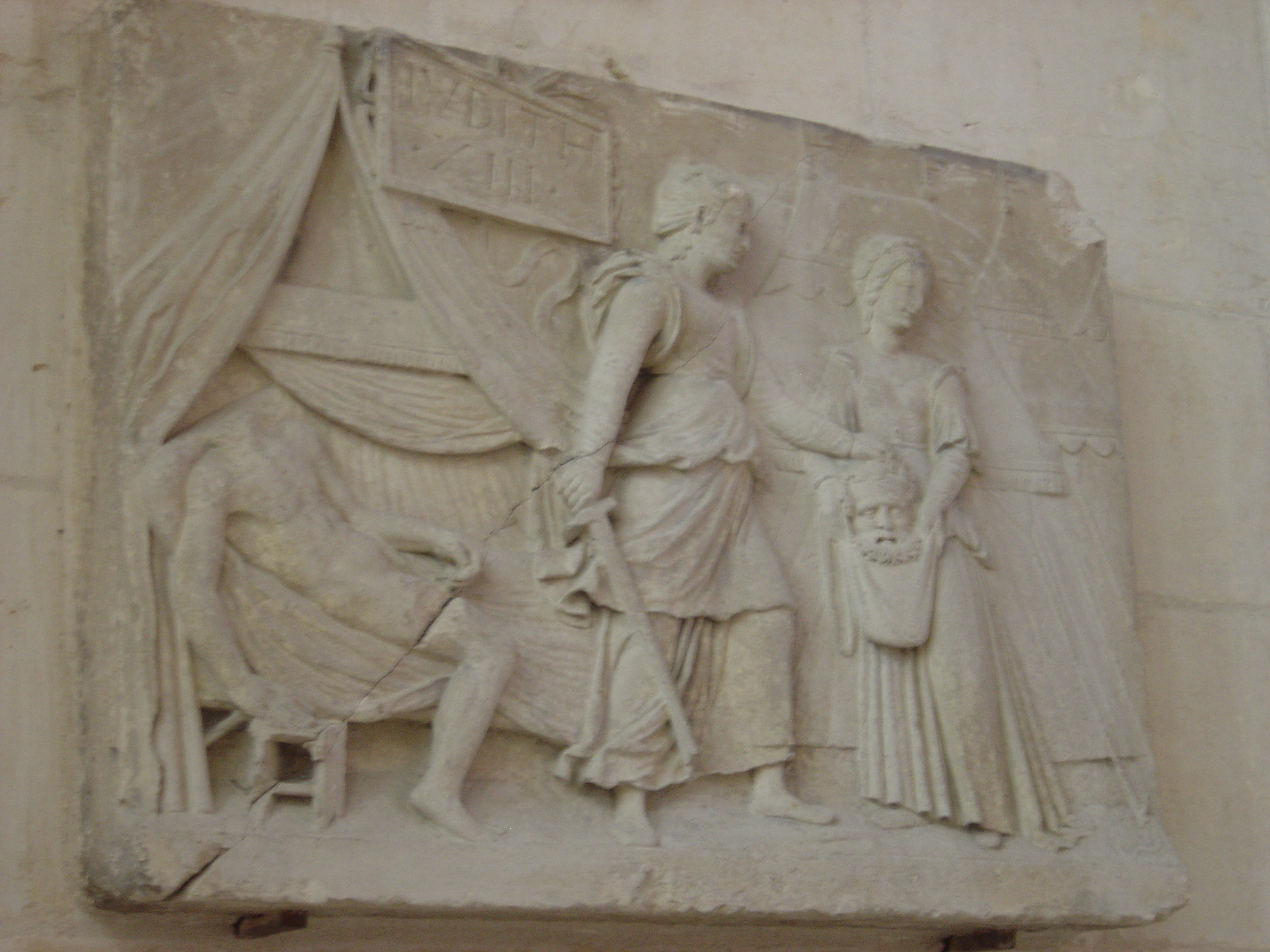
6
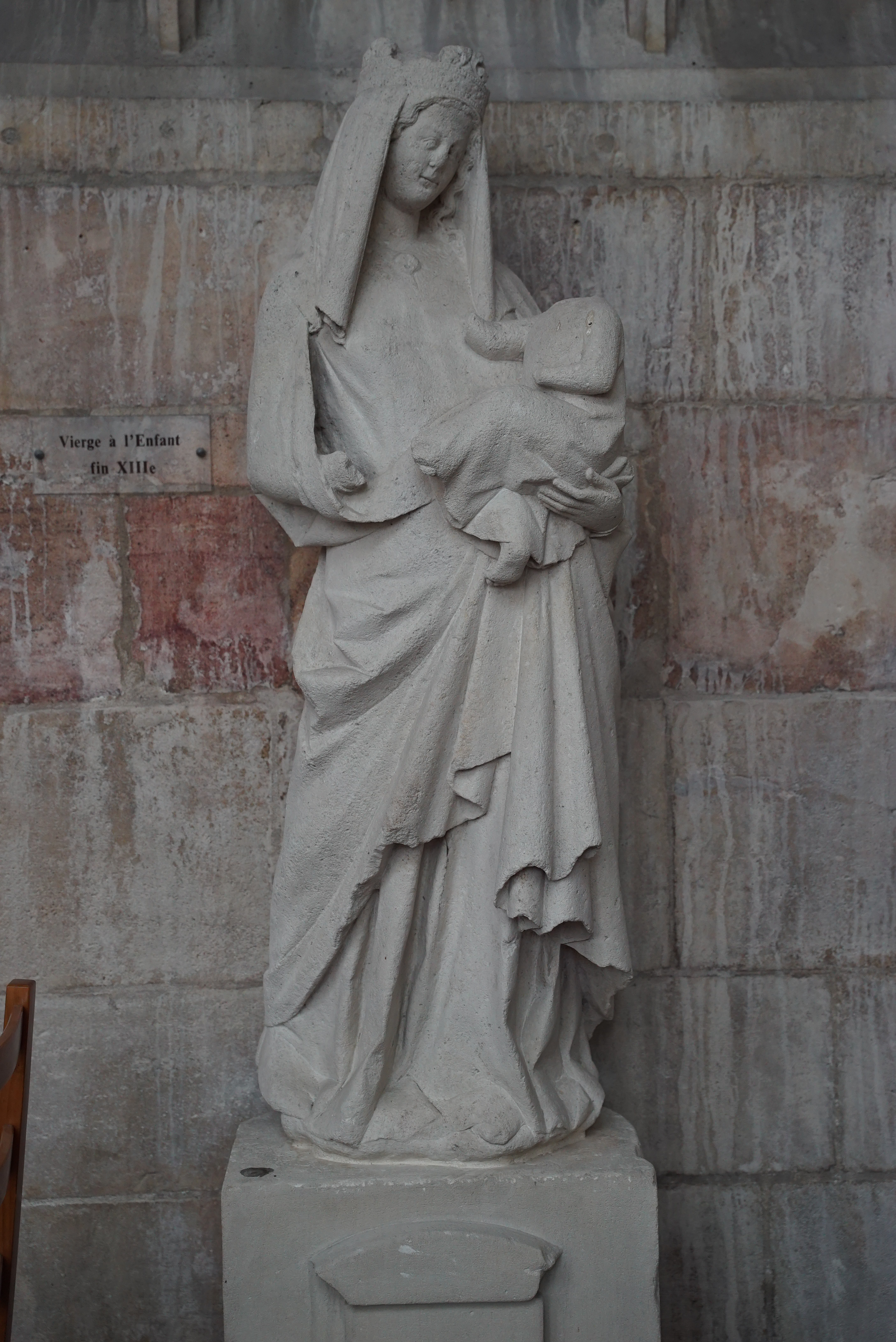
7

1. Sainte famille du XVIIIe siècle.
2. Statue de saint Nicolas avec les trois enfants dans une cuve à ses pieds.
3. Détail du gisant de Simon Moycet sculpté par Victor Huel en 1893.
4. Aigle grandeur nature situé à la base de la tribune d'orgue symbolisant saint Jean l'évangéliste.
5. Statue de saint Sébastien.
6. Bas-relief de la fin du XVIe siècle ou du début du XVIIe siècle représentant Judith qui vient de décapiter Holopherne.
7. Marie à l'Enfant du XIIIe siècle.

### La chapelle des fonts
La basilique étant à l'origine exclusivement dévolue au pèlerinage (la ville de Saint-Nicolas-de-Port ne deviendra paroisse qu'en 1803), les habitants de Saint-Nicolas-de-Port doivent se rendre en l'église de Varangéville pour les baptêmes.
Pendant l'édification de la basilique, une chapelle baptismale destinée à la population est construite contre l'absidiole nord, en contrebas ; elle sert également pour la continuation du pèlerinage qui n'est jamais interrompu pendant les quelque soixante années que dura l'édification de la basilique. Cette chapelle, de style gothique flamboyant, présente une remarquable voûte avec pendentif et un magnifique retable exposant notamment le Christ et les douze apôtres.

## L'orgue

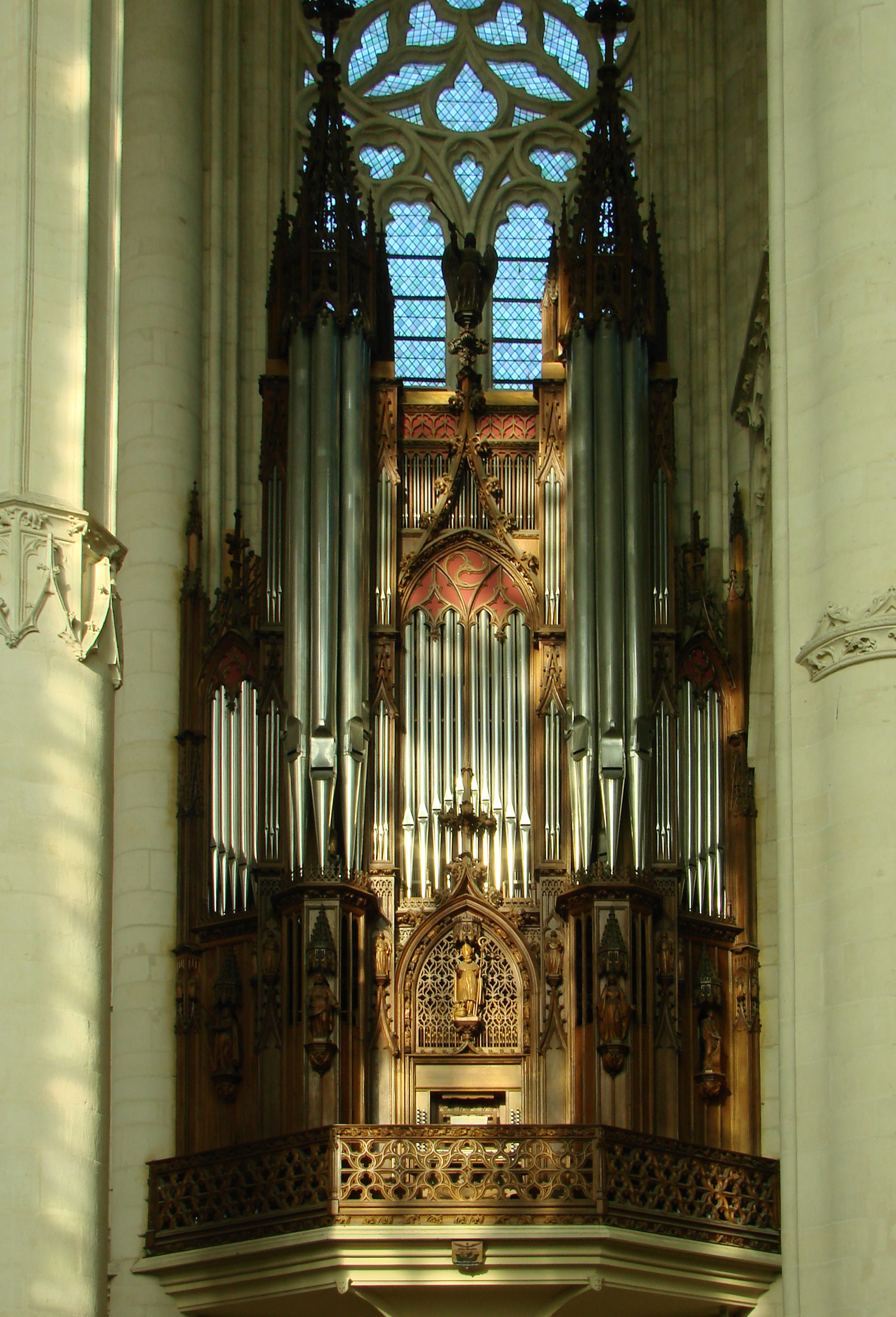
Orgue du transept.

L'orgue actuel est le cinquième de la basilique. Reconstruit par la manufacture Haerpfer-Erman de Boulay-Moselle en 1994 et entièrement financé par le legs Camille Croué-Friedman, il comporte 3 673 tuyaux répartis en 54 jeux y compris les deux tremblants pour 4 claviers et pédalier. Il est à traction mécanique suspendue. L'instrument est installé dans un buffet de style troubadour de 16 mètres de hauteur et 7 mètres de large érigé en 1848 par le facteur d'orgues nancéien Joseph Cuvillier (1801–1893) d'après un dessin de Désiré Laurent ; ce buffet est classé monument historique en 1980. Un aigle grandeur nature symbolisant Saint Jean l'Évangéliste est disposé, comme sur un lutrin, à la base de la tribune en encorbellement. L'instrument est situé à mi-hauteur dans le bras nord du transept, le plancher de tribune étant à environ sept mètres du pavé de l'église.

### Caractéristiques
- Traction mécanique suspendue pour les notes.
- Traction mécanique des jeux (électrique pour coupe-vent Bombarde 16, trémolo récit et complément pédale : bourdon 32, soubasse 16, flûte 8).
- Console en fenêtre.
- Claviers de 56 notes (ut-sol).
- Pédalier de 30 notes (ut-fa).
- Expression du Récit par pédale à bascule (mécanique).

### Accouplements et accessoires
- Tirasses : II-III-IV (balanciers).
- Accouplements : I/II (tiroir), III/II, IV/II, IV/III (balanciers).
- Annulation : II (coupe vent, mécanique).
- Appels anches : II, III, IV (registres superposés, appels électriques), Pédale (coupe vent, appel électrique).

### Composition
| I. Positif de poitrine | II. Grand Orgue | III. Résonance                                                                                    | 'IV. Récit expressif | V. Pédale                                           |
| --- | --- | ------------------------------------------------------------------------------------------------- | --- | --------------------------------------------------- |
| Gemshorn 8 Bourdon 8 Suavial (unda maris) 8 Octave 4 Flûte à cheminée 4 Nasard 2 2/3 Octave 2 Tierce 1 3/5 Quarte 2 Quinte 1 1/3 Sifflet 1 Plein-Jeu V rangs Cromorne 8 Tremblant doux | Montre 16 Montre 8 II rangs Flûte harmonique 8 Bourdon 8 Salicional 8 Prestant 4 Doublette 2 Cornet V rangs Grosse Fourniture II rangs Plein-Jeu IV-V rangs Cymbale VI rangs Quinte 2 2/3 1re Trompette 8 2e Trompette 8 Chamade 8 (dessus) Clairon 4 | Bourdon 16 Bourdon 8 Flûte 8 Flûte 4 Grand Nasard 5 1/3 Grosse Tierce 3 1/5 Trompette 8 Clairon 4 | Gambe 8 Voix céleste 8 Bourdon-Flûte (dessus harmoniques) 8 Flûte octaviante 4 Octavin 2 Cornet V rangs (hors boîte) Basson 16 Trompette 8 Basson-Hautbois 8 Voix humaine 8 Trémolo (tremblant fort) | Bourdon 32 Flûte 16 Soubasse 16 Flûte 8 Bombarde 16 |

## Les vitraux
Les vitraux de Saint-Nicolas-de-Port forment l'ensemble le plus prestigieux de Lorraine, après la cathédrale de Metz et ont bénéficié d'une étude stylistique et technique de fond grâce au démontage et à la restauration entrepris en 1983 et publiée en 1993. Bien qu'une partie des vitraux ait été détruite pendant le saccage de la ville par les Suédois en 1635, à la suite de l'incendie des toitures de l'église, la basilique dispose encore d'une part non négligeable de vitraux du XVIe siècle, œuvres anonymes ou attribuées à l'Alsacien Valentin Bousch, au maître allemand Hirsvogel (vitrail daté 1508), au verrier lyonnais Nicolas Droguet, et à Georges Millereau.

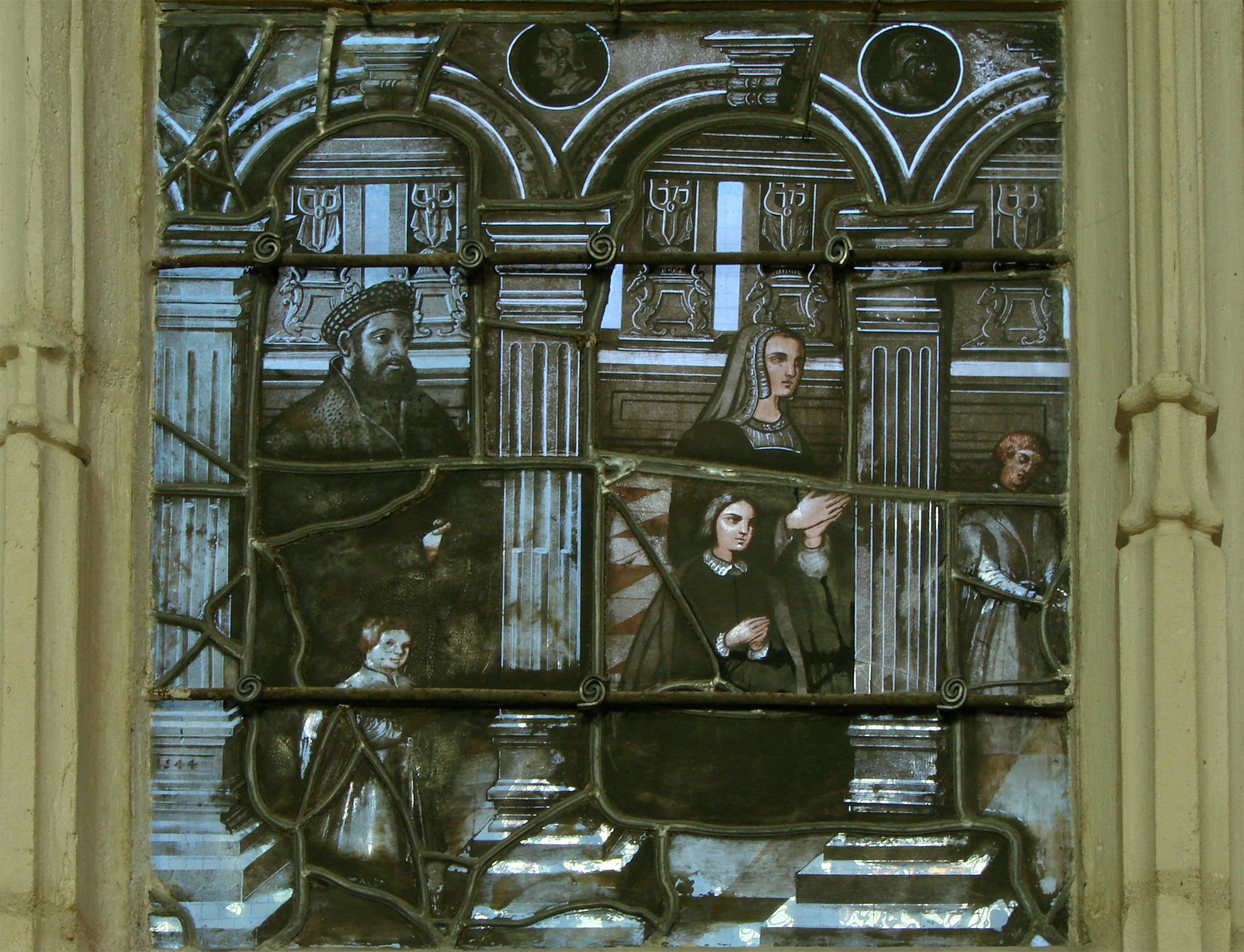
1
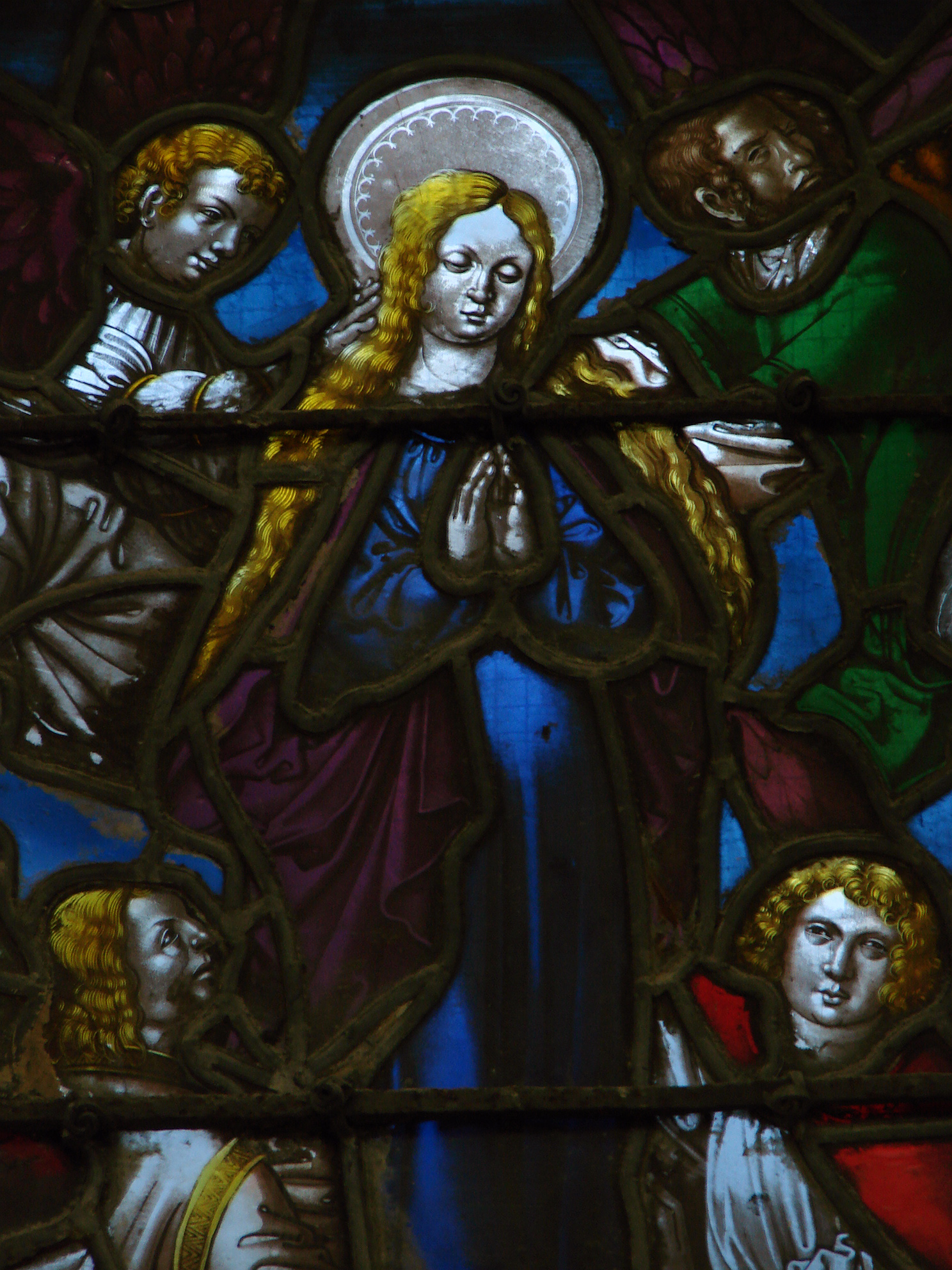
2
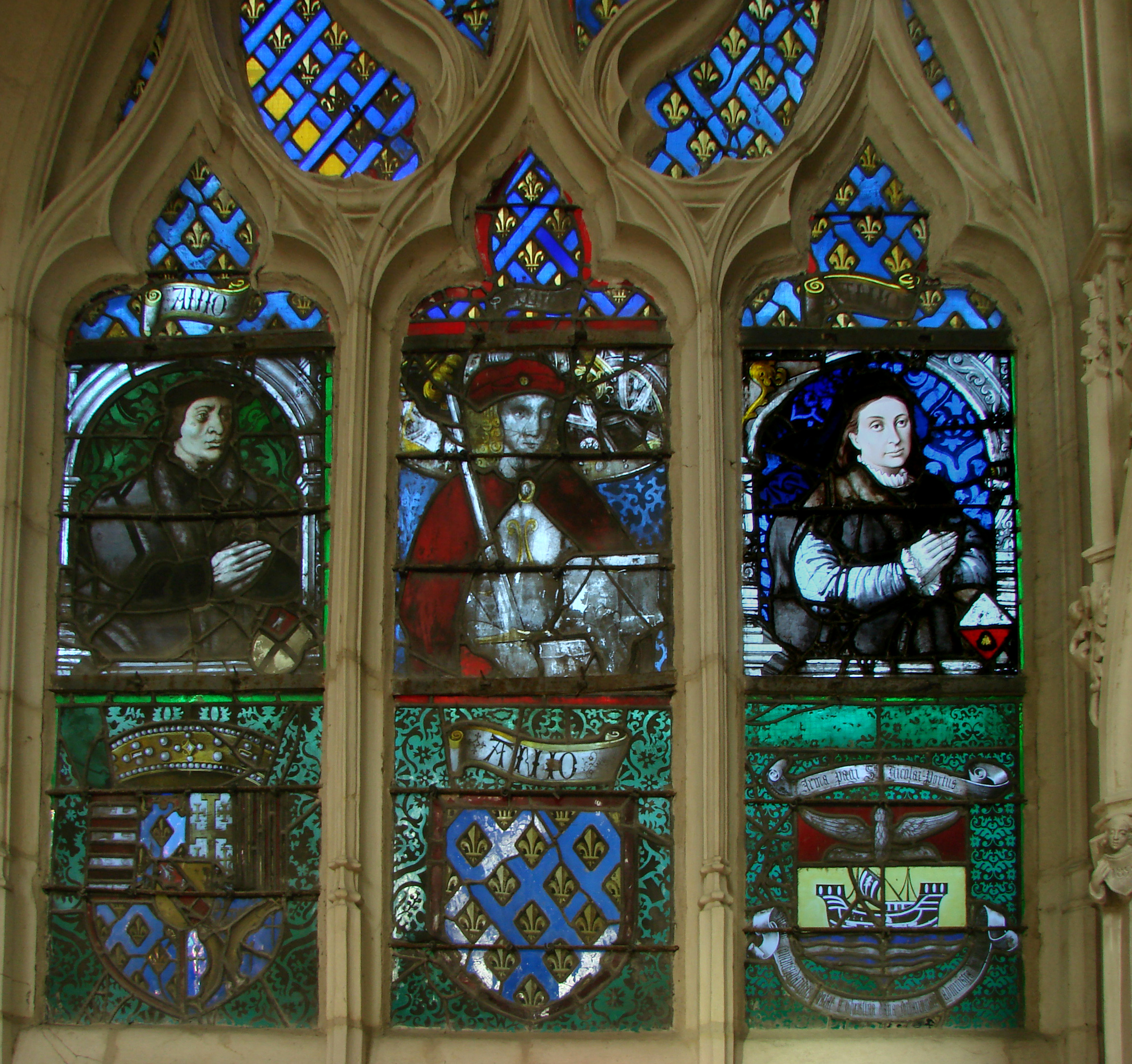
3

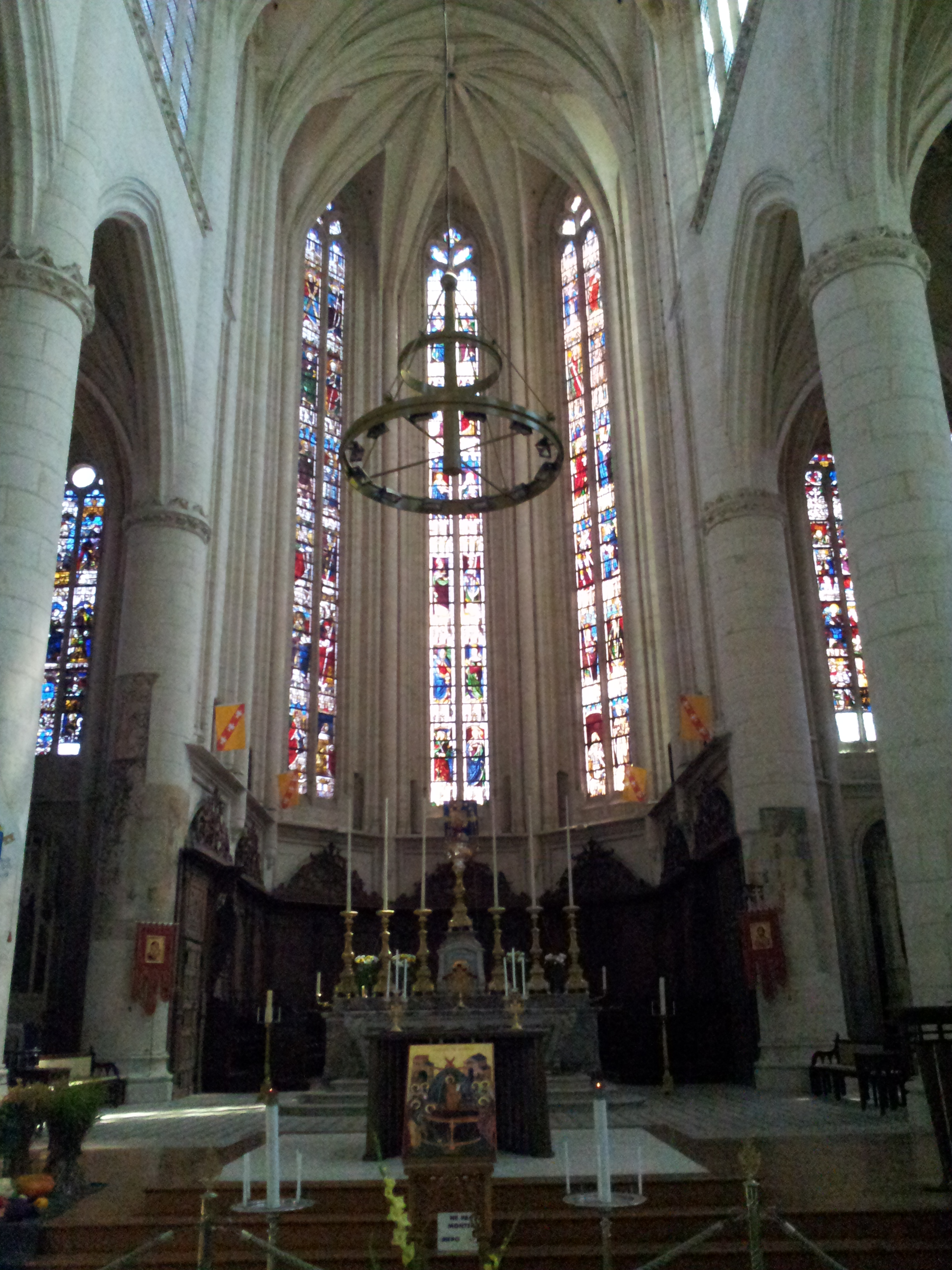
4
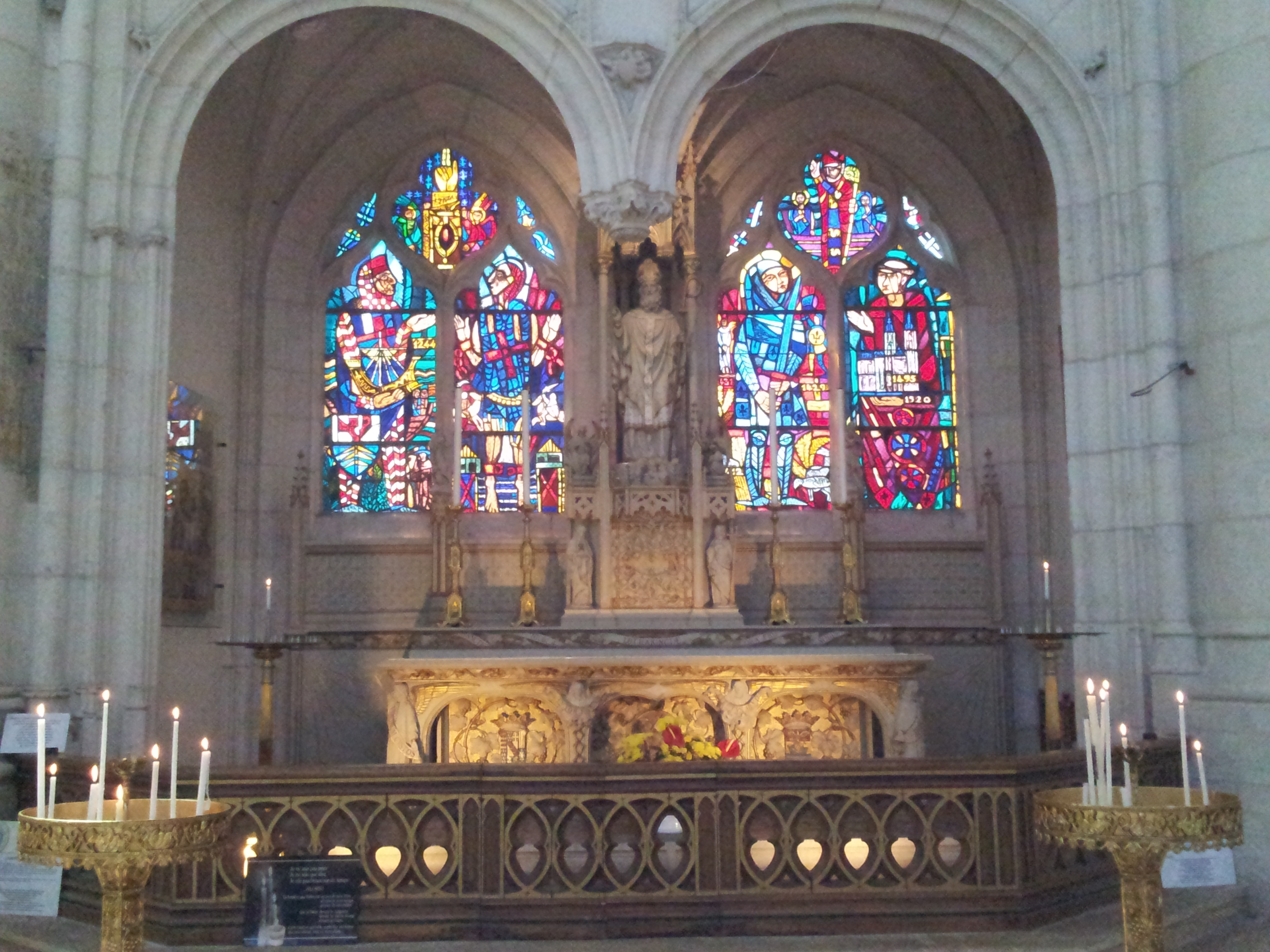
5
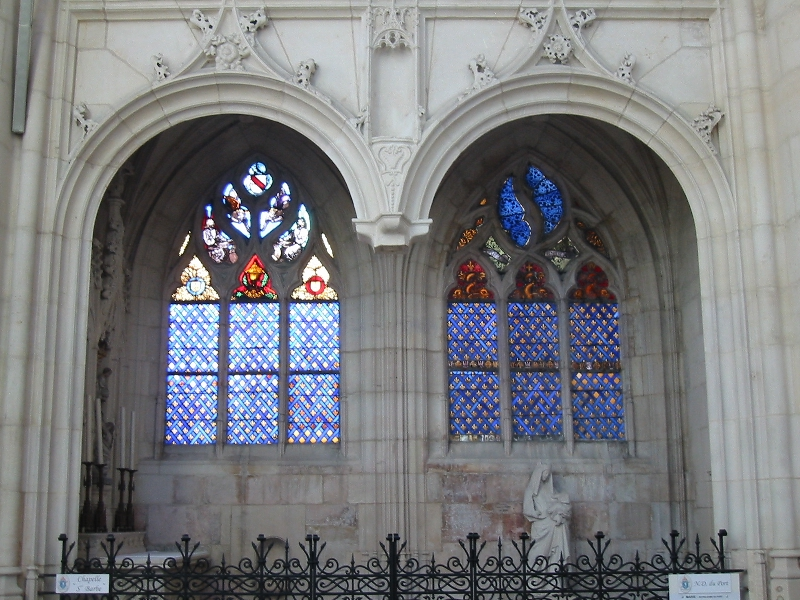
6

1. Détail vitrail de la fenêtre droite de la chapelle sainte Marguerite (première chapelle latérale nord), daté de 1544, connu sous le nom de « grisaille Bergman » (provenant vraisemblablement de l'hôtel particulier d'un riche marchand donateur, Hanus Bergman, le représentant avec sa famille et mis en place au XVIIe siècle seulement). Les grisailles sont rares en Lorraine mais fréquentes en Champagne.
2. Détail vitrail de la fenêtre droite de la chapelle Notre-Dame-des-Victoires (deuxième chapelle latérale nord) entièrement dédiée à la vie de la Vierge, figurant l'Assomption.
3. Vitrail de la fenêtre droite de la chapelle Sainte-Anne (troisième chapelle latérale nord), de Valentin Bousch (sauf partie droite du XIXe siècle). Les personnages sont (de gauche à droite) : Fiacre Fériet, notable et marchand, saint Adrien, Jeannon Thiriet, épouse du premier. En dessous, se trouvent les armes de Lorraine, d'Anjou et de la ville de Saint-Nicolas.
4. Nef en direction du chœur. Derrière le chœur, vitraux des fenêtres de vingt mètres de hauteur posés au XVIe siècle. Celui de gauche est attribué à Georges Millereau. Les deux autres sont de Nicolas Droguet.
5. Chapelle dédiée à saint Nicolas située dans le collatéral sud. Le vitrail de la fenêtre à l'extrême gauche représente Jean de Joinville, sénéchal de Saint Louis. Au-dessus, une représentation du bras reliquaire contenant la phalange de saint Nicolas.
6. Chapelle latérale Notre-Dame-de-Port.

## Le trésor

### Premiers dons

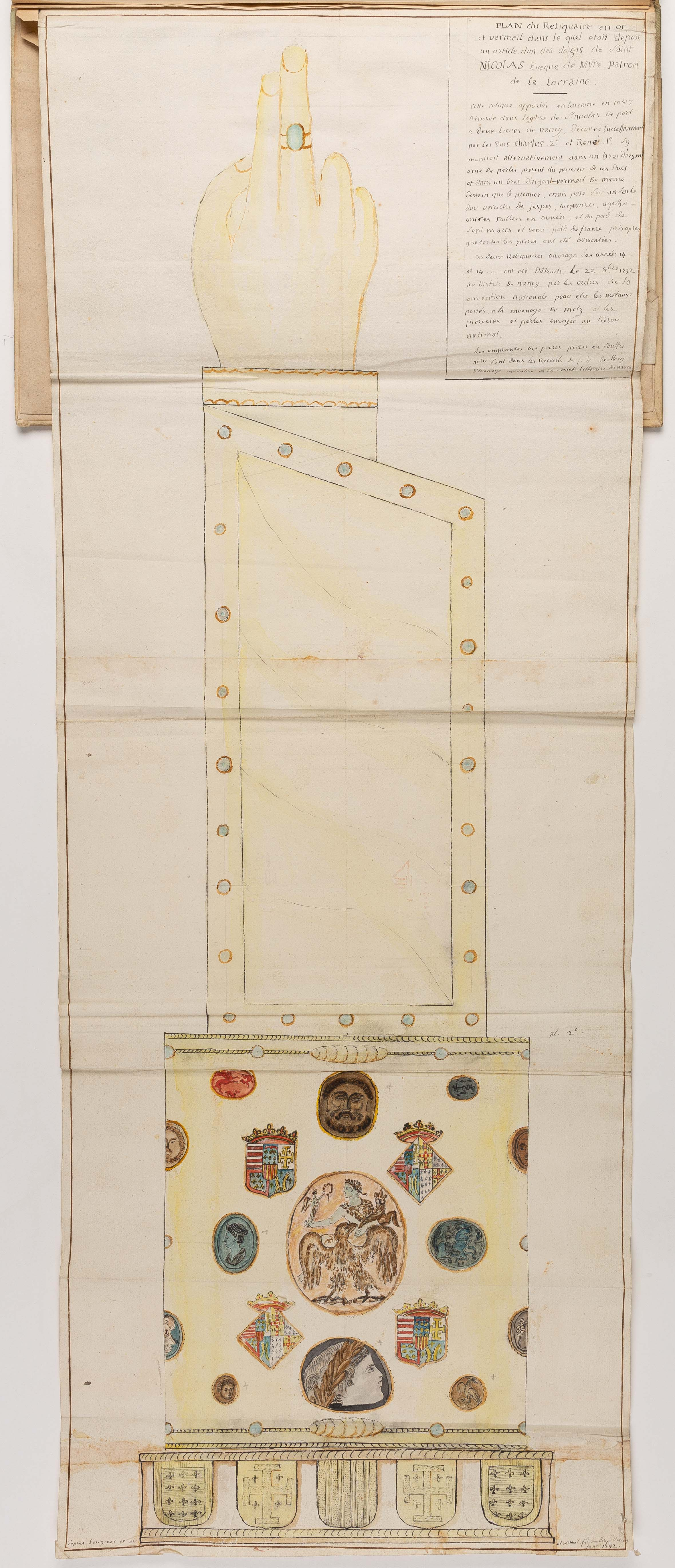
Reliquaire du "bras d'argent", don de Charles II de Lorraine, fondu en 1792 à la suite des décrets révolutionnaires. Croquis par Mory d'Elvange avant la fonte.

Le trésor de la basilique est connu grâce notamment à quatre inventaires de 1584, 1604, 1715 et 1737. Le premier don provient du roi de France Louis IX, il s'agit d'une nef d'argent fabriquée à la suite de la promesse de la reine de France Marguerite de Provence. Le trésor est constitué en majorité de dons des grands familles de Lorraine : don du bras d'argent par le duc Charles II de Lorraine qui accueille la relique, du bras d'or par René II de Lorraine en 1471 ainsi que le don par Marguerite de Gonzague de Mantoue d'une chasuble, de deux tuniques et d'un devant d'autel en 1619, d'Henry de Lorraine d'une chasuble en 1623, d'Anne du Châtelet, en 1624, d'un calice d'argent doré, de Louis de Guise-Joyeuse, en 1626, d'un ciboire d'argent doré.

### Ponctions pour fonte
En 1635, au cours de la guerre de Trente Ans, la ville est menacée de pillage ; pour protéger le trésor, les pièces les plus importantes sont transférées chez les bénédictins de Nancy jusqu'en 1636. Pendant l'occupation de la Lorraine par le roi de France Louis XIV, le pouvoir royal ordonne, en 1691, que le clergé donne l'argenterie non nécessaire au culte au bénéfice du pouvoir royal ; Dom Placide Beaufort supervise ce don et envoie pour 4 052 francs d'argent pour être fondu à Metz. Louis XV effectue le même genre de demande pour financer la guerre de Sept Ans mais la plus grosse ponction au trésor date du décret révolutionnaire du 10 septembre 1792 qui demande que tous les objets d'or et d'argent du clergé soient envoyés à l'hôtel des Monnaies pour soutenir l'effort de guerre,.

### Reconstitution
Les premières reconstitutions datent du 3 juin 1797 : les commissaires de la République ont confié à des femmes pieuses de Saint-Nicolas-de-Port plusieurs reliques, notamment de saint Nicolas, afin qu'elles ne soient pas saisies par la Révolution française. Parmi les pièces sauvées, on peut citer Le buste reliquaire de saint Nicolas, daté du XVIIe siècle dont la mitre n'est pas d'origine mais remonte au XIXe siècle et les pierres précieuses, cadeau de Marie Leszczynska, ont été remplacées par des pierres colorées ; La nef du cardinal de Lorraine, achetée le 10 novembre 1851 à monsieur Butte, amateur nancéien par le curé de la paroisse et dont on ne retrouve aucune trace précise dans les anciens inventaires et le reliquaire de la Vraie Croix, offert par Conrad de Bâle et cité dans l'inventaire de 1584.
Une monstrance du XVIIIe siècle enfermant des reliques de saint Sigisbert, don de Reine Delz à l'abbaye de Bouxières en 1741 et œuvre de l'orfèvre nancéien Jean-Louis Artault entre 1737 et 1745 sous la maîtrise d'Antoine Aubertin vient enrichir le trésor au XIXe siècle. Elle est rejointe en 1894 par une croix processionnelle offerte par le marquis de Lambertye, exécutée par l'orfèvre Juste-Aurèle Meissonnier de Paris et reprenant le modèle de la croix de Saint-Jean de Latran. Grâce à Émile Badel et un don de 10 000 francs, un nouveau reliquaire en vermeil, pesant plus de six kilos, est exécuté par l'orfèvre Berger-Nesme de Lyon et intègre deux topazes présentant les bustes de Marie et de Jésus ; ces topazes ont été offertes par le pape Pie IX au marquis de Lambertye, puis celui-ci les offre à la basilique.
Ces quatre pièces sont intégrées en 1893 dans des vitrines d'Eugène Vallin dans la salle du trésor de la basilique.

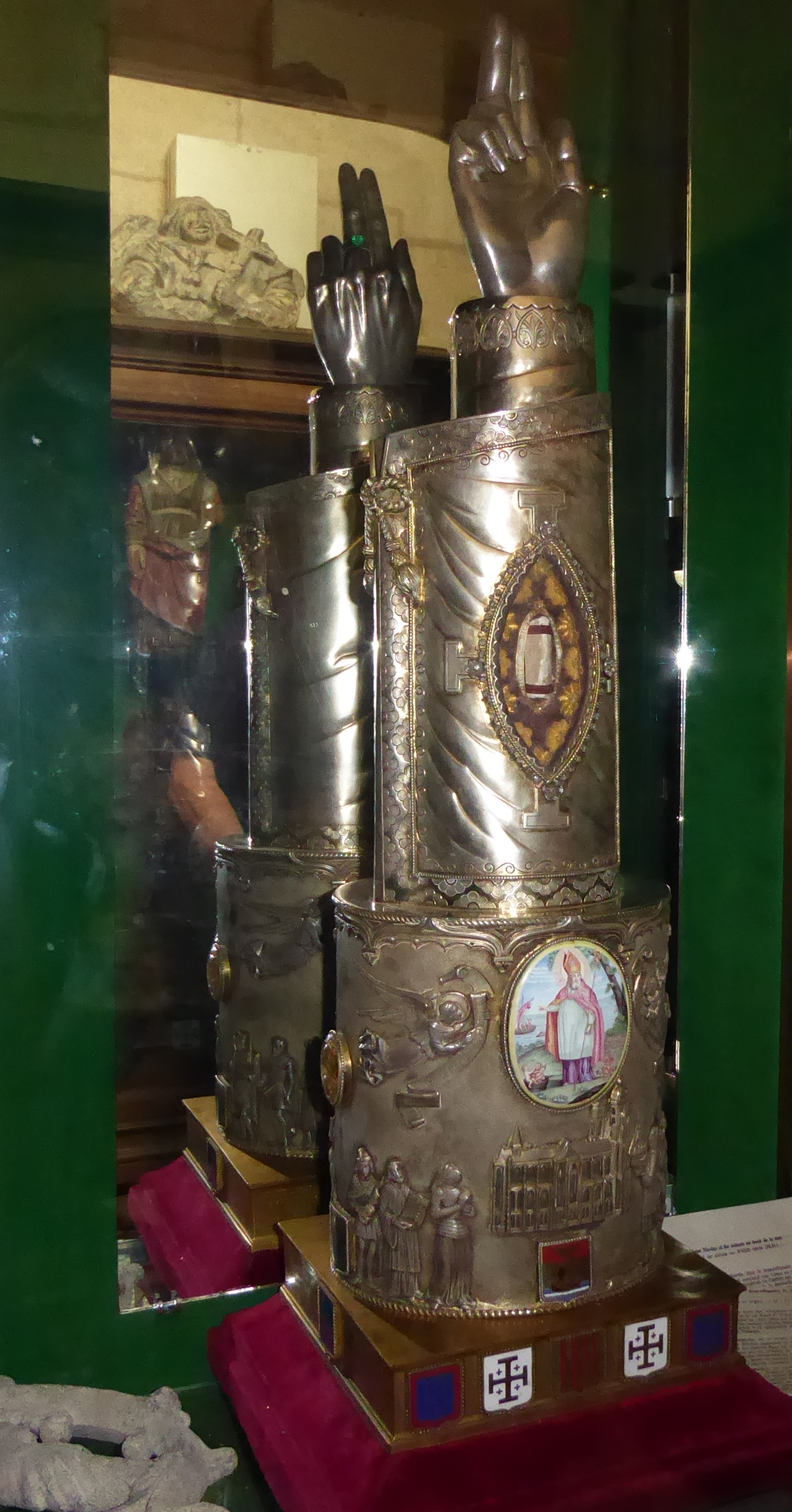
1
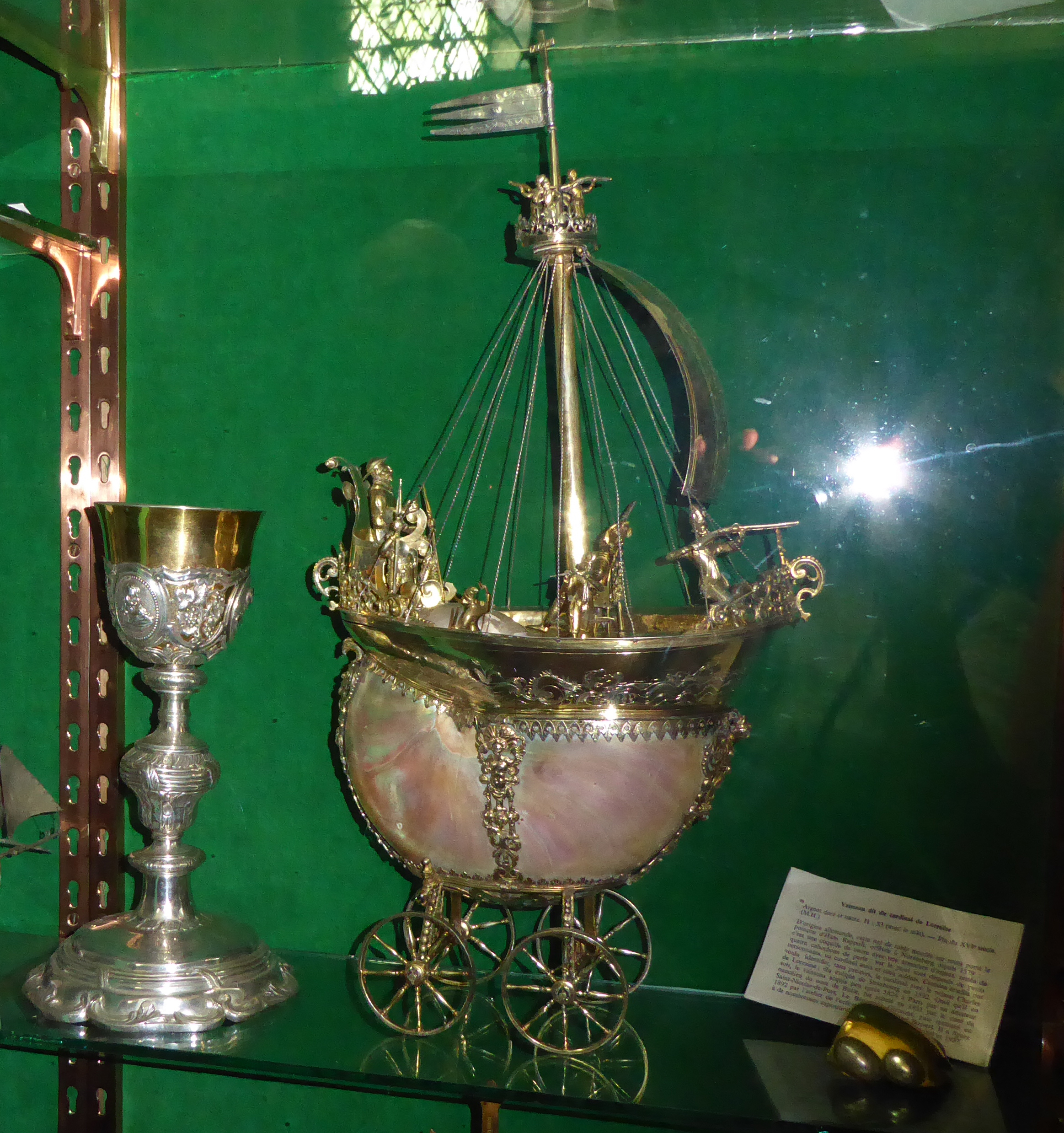
2
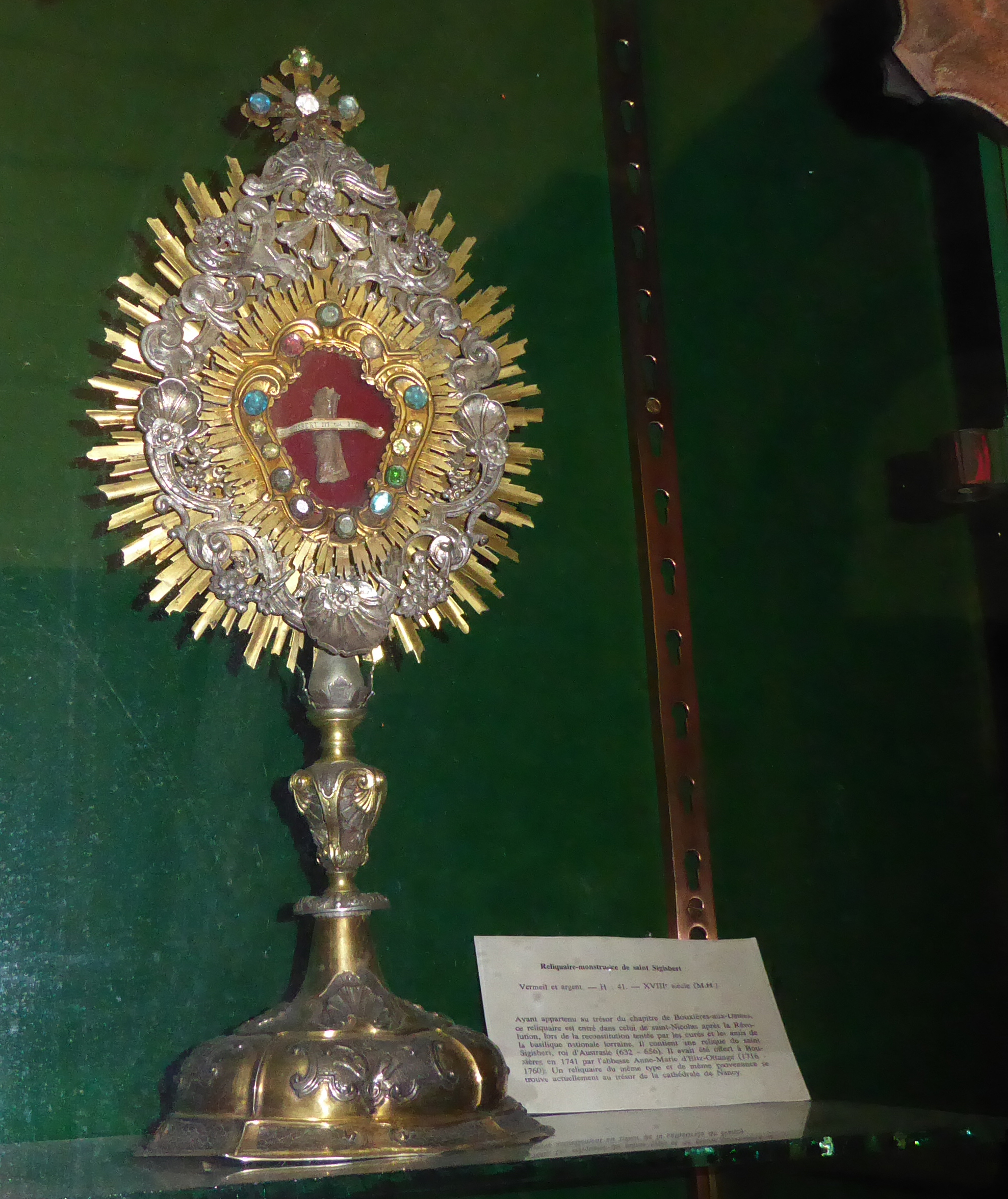
3
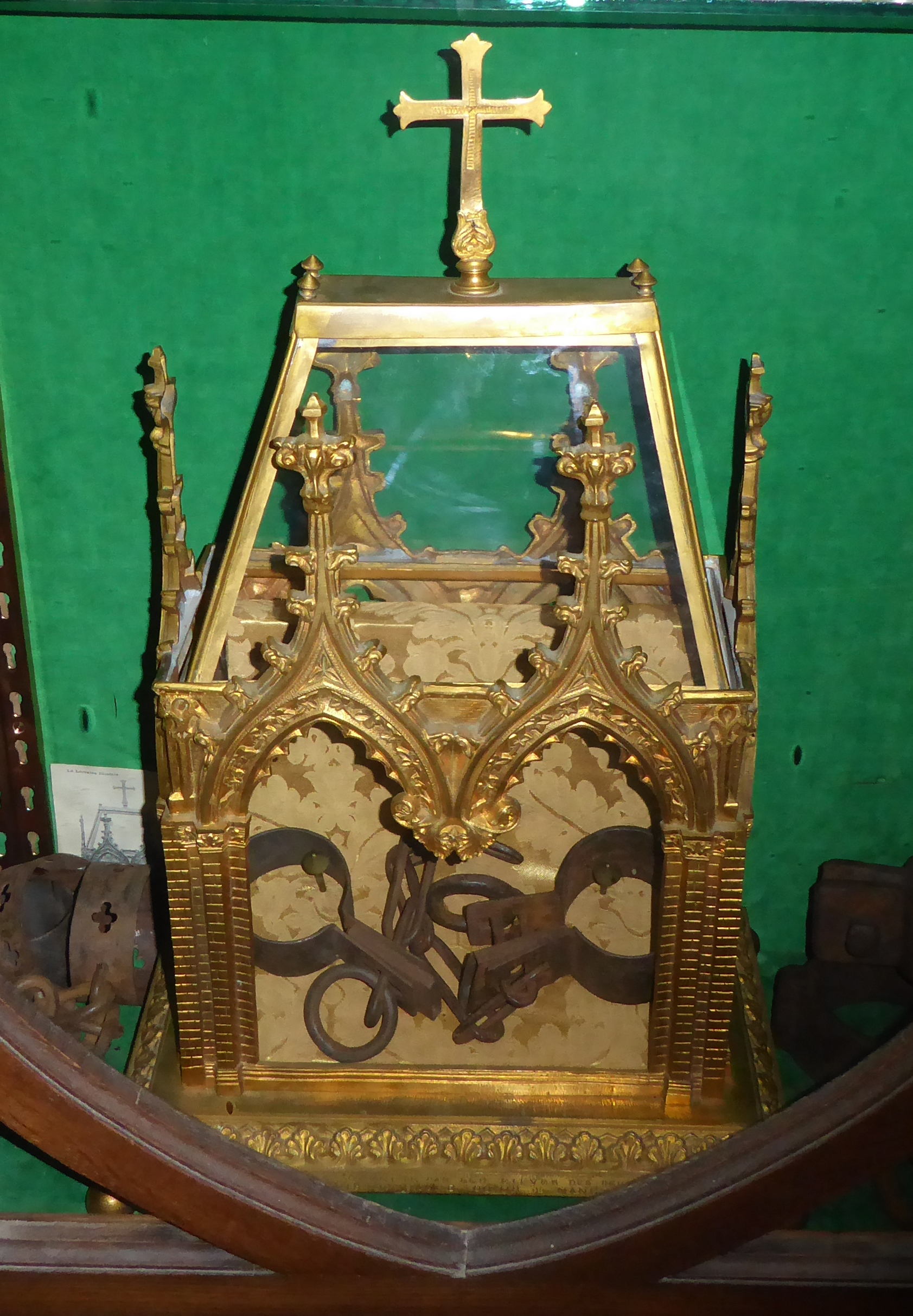
4

1. Bras reliquaire de saint Nicolas portant la phalange rapportée par Aubert de Varangéville (XVIIe siècle).
2. Nef dite du cardinal de Lorraine en argent doré et nacre (XVIe siècle).
3. Reliquaire de saint Sigisbert (XVIIIe siècle).
4. Reliquaire des fers du sire de Réchicourt (XIXe siècle).

### Loi de 1905
Le 14 décembre 1905, le maire de Saint-Nicolas-de-Port demande au curé de réaliser un inventaire du trésor ; conformément à la loi de séparation des Églises et de l'État, celui-ci appartient désormais à l'État français et est laissé à disposition de l'Église. Le 23 janvier 1906, l'inventaire a lieu sans le curé ni le président de la fabrique mais est interrompu par une centaine de femmes chantant des cantiques. L'inventaire se termine le 15 mars 1906 et révèle la disparition des douze pièces principales du trésor, notamment la nef de nacre, le bras reliquaire et le buste reliquaire d'argent, qui seront tous retrouvés le 5 décembre dans la maison Rolin de Saint-Nicolas-de-Port.

## Liste des prieurs et recteurs
Le prieuré est mis en commende en 1480 :
- Warin de Dommartin, évêque de Verdun (1500–1508) ;
- Barthélemy de Lucy ;
- Jean III de Lorraine (1498–1550) ;
- chanoine Émile Guillaume, curé-recteur (1910–1932) ;
- René Hinzelin, curé recteur (1...–1972) ;
- François De Vienne, curé-recteur (1972–1987) ;
- François Georges, curé-recteur (1987–1997) ;
- Jean-Louis Jacquot, curé-recteur (1998–2017) ;
- Alexandre Thomassin, curé-recteur (2018–2022) ;
- Appolinaire Ngun, curé-recteur (2022-présent).

## Association
Une association, intitulée « Connaissance et renaissance de la basilique de Saint-Nicolas-de-Port », est créée le 7 avril 1973 et reconnue d'utilité publique par un décret du 9 mars 1981. Elle se donne pour missions de contribuer à la connaissance et à la restauration de la basilique. Elle fait paraître trois fois par an la revue La Gargouille  (ISSN 1278-2327).

## Critiques de l'édifice
L'architecte italien Vincenzo Scamozzi admire l'église, en particulier sa luminosité. Dom Simplicien Gody en parle aussi laudativement dans Odes sacrées. Le Père Benoît Picart en parle comme une « architecture très délicate et très hardie », expression reprise par Dom Augustin Calmet vingt ans plus tard.
En revanche lors de sa visite, en tant qu'inspecteur général des monuments historiques, Prosper Mérimée n'est pas favorable à l'édifice et écrit : « le plan est d'une extrême bizarrerie et sous le rapport de l'art l'église n'offre qu'un médiocre intérêt ».

## Divers
Les clochers de la basilique constituent pour l'Institut national de l'information géographique et forestière (IGN) des points géodésiques d'ordre 5 dans le système nouvelle triangulation de la France (NTF).
Le 27 septembre 2006, le prince Louis de Bourbon, prétendant héritier du trône de France, est venu en pèlerinage à la basilique de Saint-Nicolas-de-Port. Après une allocution de l'abbé Christian-Philippe Chanut, le recteur Jean-Louis Jacquot lui a appliqué sur le front la manne de saint Nicolas. Le maire Luc Binsinger et de nombreuses personnalités de la région ont assisté à cette cérémonie.